# Llista d'asteroides (251001-252000)
Llista d'asteroides del 251.001 al 252.000, amb data de descoberta i descobridor. És un fragment de la llista d'asteroides completa. Als asteroides se'ls dona un número quan es confirma la seva òrbita, per tant apareixen llistats aproximadament segons la data de descobriment.

## 251001-251100
| Nom                | Designació provisional | Data de descobriment   | Lloc de descobriment | Descobridor/s         |
| ------------------ | ---------------------- | ---------------------- | -------------------- | --------------------- |
| (251001) Sluch     | 2006 OM14              | 28 de juliol de 2006   | Andrushivka          | Andrushivka           |
| 251002             | 2006 OP21              | 21 de juliol de 2006   | Mount Lemmon         | Mt. Lemmon Survey     |
| 251003             | 2006 PB                | 1 d'agost de 2006      | Pla D'Arguines       | R. Ferrando           |
| 251004             | 2006 PO3               | 12 d'agost de 2006     | Palomar              | NEAT                  |
| 251005             | 2006 PP4               | 13 d'agost de 2006     | Palomar              | NEAT                  |
| 251006             | 2006 PO12              | 13 d'agost de 2006     | Palomar              | NEAT                  |
| 251007             | 2006 PX15              | 15 d'agost de 2006     | Palomar              | NEAT                  |
| 251008             | 2006 PN25              | 13 d'agost de 2006     | Palomar              | NEAT                  |
| 251009             | 2006 PF29              | 12 d'agost de 2006     | Palomar              | NEAT                  |
| 251010             | 2006 PU31              | 14 d'agost de 2006     | Siding Spring        | Siding Spring Survey  |
| 251011             | 2006 PP32              | 15 d'agost de 2006     | Palomar              | NEAT                  |
| 251012             | 2006 PE38              | 14 d'agost de 2006     | Palomar              | NEAT                  |
| 251013             | 2006 PF41              | 14 d'agost de 2006     | Palomar              | NEAT                  |
| 251014             | 2006 QR4               | 18 d'agost de 2006     | Piszkesteto          | K. Sarneczky, Z. Kuli |
| 251015             | 2006 QA6               | 19 d'agost de 2006     | Piszkesteto          | K. Sarneczky, Z. Kuli |
| 251016             | 2006 QA30              | 19 d'agost de 2006     | Palomar              | NEAT                  |
| 251017             | 2006 QJ30              | 20 d'agost de 2006     | Palomar              | NEAT                  |
| (251018) Liubirena | 2006 QC31              | 16 d'agost de 2006     | Andrushivka          | Andrushivka           |
| 251019             | 2006 QV31              | 18 d'agost de 2006     | Socorro              | LINEAR                |
| 251020             | 2006 QV34              | 17 d'agost de 2006     | Palomar              | NEAT                  |
| 251021             | 2006 QQ36              | 16 d'agost de 2006     | Siding Spring        | Siding Spring Survey  |
| 251022             | 2006 QN39              | 19 d'agost de 2006     | Anderson Mesa        | LONEOS                |
| 251023             | 2006 QE46              | 20 d'agost de 2006     | Palomar              | NEAT                  |
| 251024             | 2006 QE51              | 23 d'agost de 2006     | Palomar              | NEAT                  |
| 251025             | 2006 QC60              | 20 d'agost de 2006     | Palomar              | NEAT                  |
| 251026             | 2006 QG60              | 20 d'agost de 2006     | Palomar              | NEAT                  |
| 251027             | 2006 QH61              | 21 d'agost de 2006     | Socorro              | LINEAR                |
| 251028             | 2006 QO79              | 24 d'agost de 2006     | Socorro              | LINEAR                |
| 251029             | 2006 QH94              | 16 d'agost de 2006     | Palomar              | NEAT                  |
| 251030             | 2006 QV96              | 16 d'agost de 2006     | Palomar              | NEAT                  |
| 251031             | 2006 QB97              | 19 d'agost de 2006     | Palomar              | NEAT                  |
| 251032             | 2006 QU100             | 25 d'agost de 2006     | Socorro              | LINEAR                |
| 251033             | 2006 QY123             | 29 d'agost de 2006     | Catalina             | CSS                   |
| 251034             | 2006 QY126             | 16 d'agost de 2006     | Palomar              | NEAT                  |
| 251035             | 2006 QS138             | 16 d'agost de 2006     | Palomar              | NEAT                  |
| 251036             | 2006 QC139             | 17 d'agost de 2006     | Palomar              | NEAT                  |
| 251037             | 2006 QX139             | 18 d'agost de 2006     | Palomar              | NEAT                  |
| 251038             | 2006 QK166             | 29 d'agost de 2006     | Anderson Mesa        | LONEOS                |
| 251039             | 2006 QX166             | 29 d'agost de 2006     | Catalina             | CSS                   |
| 251040             | 2006 RN3               | 11 de setembre de 2006 | Catalina             | CSS                   |
| 251041             | 2006 RM15              | 14 de setembre de 2006 | Palomar              | NEAT                  |
| 251042             | 2006 RY16              | 14 de setembre de 2006 | Palomar              | NEAT                  |
| 251043             | 2006 RS17              | 14 de setembre de 2006 | Palomar              | NEAT                  |
| 251044             | 2006 RY18              | 14 de setembre de 2006 | Palomar              | NEAT                  |
| 251045             | 2006 RC21              | 15 de setembre de 2006 | Kitt Peak            | Spacewatch            |
| 251046             | 2006 RT44              | 14 de setembre de 2006 | Kitt Peak            | Spacewatch            |
| 251047             | 2006 RO52              | 14 de setembre de 2006 | Kitt Peak            | Spacewatch            |
| 251048             | 2006 RB54              | 14 de setembre de 2006 | Kitt Peak            | Spacewatch            |
| 251049             | 2006 RL55              | 14 de setembre de 2006 | Kitt Peak            | Spacewatch            |
| 251050             | 2006 RM58              | 15 de setembre de 2006 | Kitt Peak            | Spacewatch            |
| 251051             | 2006 RZ59              | 15 de setembre de 2006 | Kitt Peak            | Spacewatch            |
| 251052             | 2006 RV60              | 14 de setembre de 2006 | Palomar              | NEAT                  |
| 251053             | 2006 RM62              | 12 de setembre de 2006 | Catalina             | CSS                   |
| 251054             | 2006 RV74              | 15 de setembre de 2006 | Kitt Peak            | Spacewatch            |
| 251055             | 2006 RH87              | 15 de setembre de 2006 | Kitt Peak            | Spacewatch            |
| 251056             | 2006 RJ94              | 15 de setembre de 2006 | Kitt Peak            | Spacewatch            |
| 251057             | 2006 RD95              | 15 de setembre de 2006 | Kitt Peak            | Spacewatch            |
| 251058             | 2006 SU                | 16 de setembre de 2006 | Goodricke-Pigott     | R. A. Tucker          |
| 251059             | 2006 SP4               | 16 de setembre de 2006 | Catalina             | CSS                   |
| 251060             | 2006 SU5               | 16 de setembre de 2006 | Anderson Mesa        | LONEOS                |
| 251061             | 2006 SJ14              | 17 de setembre de 2006 | Catalina             | CSS                   |
| 251062             | 2006 SK18              | 17 de setembre de 2006 | Kitt Peak            | Spacewatch            |
| 251063             | 2006 ST22              | 17 de setembre de 2006 | Anderson Mesa        | LONEOS                |
| 251064             | 2006 SK23              | 17 de setembre de 2006 | Anderson Mesa        | LONEOS                |
| 251065             | 2006 SW25              | 16 de setembre de 2006 | Catalina             | CSS                   |
| 251066             | 2006 SG26              | 16 de setembre de 2006 | Catalina             | CSS                   |
| 251067             | 2006 ST34              | 17 de setembre de 2006 | Catalina             | CSS                   |
| 251068             | 2006 SN35              | 17 de setembre de 2006 | Kitt Peak            | Spacewatch            |
| 251069             | 2006 SB37              | 17 de setembre de 2006 | Kitt Peak            | Spacewatch            |
| 251070             | 2006 SV40              | 18 de setembre de 2006 | Catalina             | CSS                   |
| 251071             | 2006 SH46              | 18 de setembre de 2006 | Kitt Peak            | Spacewatch            |
| 251072             | 2006 SU48              | 17 de setembre de 2006 | Anderson Mesa        | LONEOS                |
| 251073             | 2006 SM57              | 19 de setembre de 2006 | Charleston           | Charleston            |
| 251074             | 2006 SN57              | 19 de setembre de 2006 | Kitt Peak            | Spacewatch            |
| 251075             | 2006 SP71              | 19 de setembre de 2006 | Kitt Peak            | Spacewatch            |
| 251076             | 2006 SH76              | 19 de setembre de 2006 | Kitt Peak            | Spacewatch            |
| 251077             | 2006 SX78              | 16 de setembre de 2006 | Catalina             | CSS                   |
| 251078             | 2006 SL79              | 17 de setembre de 2006 | Catalina             | CSS                   |
| 251079             | 2006 SC81              | 18 de setembre de 2006 | Kitt Peak            | Spacewatch            |
| 251080             | 2006 ST85              | 18 de setembre de 2006 | Kitt Peak            | Spacewatch            |
| 251081             | 2006 SZ90              | 18 de setembre de 2006 | Kitt Peak            | Spacewatch            |
| 251082             | 2006 SW93              | 18 de setembre de 2006 | Kitt Peak            | Spacewatch            |
| 251083             | 2006 SM104             | 19 de setembre de 2006 | Kitt Peak            | Spacewatch            |
| 251084             | 2006 SR105             | 19 de setembre de 2006 | Kitt Peak            | Spacewatch            |
| 251085             | 2006 SY108             | 19 de setembre de 2006 | Kitt Peak            | Spacewatch            |
| 251086             | 2006 SE113             | 23 de setembre de 2006 | Kitt Peak            | Spacewatch            |
| 251087             | 2006 SS123             | 19 de setembre de 2006 | Anderson Mesa        | LONEOS                |
| 251088             | 2006 SM126             | 21 de setembre de 2006 | Anderson Mesa        | LONEOS                |
| 251089             | 2006 SR139             | 22 de setembre de 2006 | Socorro              | LINEAR                |
| 251090             | 2006 SM144             | 19 de setembre de 2006 | Kitt Peak            | Spacewatch            |
| 251091             | 2006 SY171             | 25 de setembre de 2006 | Kitt Peak            | Spacewatch            |
| 251092             | 2006 SW197             | 27 de setembre de 2006 | La Sagra             | La Sagra              |
| 251093             | 2006 SE200             | 24 de setembre de 2006 | Kitt Peak            | Spacewatch            |
| 251094             | 2006 SC201             | 24 de setembre de 2006 | Kitt Peak            | Spacewatch            |
| 251095             | 2006 SK211             | 26 de setembre de 2006 | Catalina             | CSS                   |
| 251096             | 2006 SO223             | 25 de setembre de 2006 | Kitt Peak            | Spacewatch            |
| 251097             | 2006 SC224             | 25 de setembre de 2006 | Mount Lemmon         | Mt. Lemmon Survey     |
| 251098             | 2006 SE256             | 26 de setembre de 2006 | Kitt Peak            | Spacewatch            |
| 251099             | 2006 SF268             | 26 de setembre de 2006 | Kitt Peak            | Spacewatch            |
| 251100             | 2006 SU269             | 26 de setembre de 2006 | Mount Lemmon         | Mt. Lemmon Survey     |

## 251101-251200
| Nom    | Designació provisional | Data de descobriment   | Lloc de descobriment | Descobridor/s       |
| ------ | ---------------------- | ---------------------- | -------------------- | ------------------- |
| 251101 | 2006 SQ280             | 29 de setembre de 2006 | Anderson Mesa        | LONEOS              |
| 251102 | 2006 SZ280             | 29 de setembre de 2006 | Anderson Mesa        | LONEOS              |
| 251103 | 2006 SO282             | 25 de setembre de 2006 | Socorro              | LINEAR              |
| 251104 | 2006 SN283             | 26 de setembre de 2006 | Socorro              | LINEAR              |
| 251105 | 2006 SJ284             | 27 de setembre de 2006 | Catalina             | CSS                 |
| 251106 | 2006 SW290             | 25 de setembre de 2006 | Kitt Peak            | Spacewatch          |
| 251107 | 2006 SA295             | 25 de setembre de 2006 | Kitt Peak            | Spacewatch          |
| 251108 | 2006 SJ295             | 25 de setembre de 2006 | Kitt Peak            | Spacewatch          |
| 251109 | 2006 SN296             | 25 de setembre de 2006 | Kitt Peak            | Spacewatch          |
| 251110 | 2006 SL297             | 25 de setembre de 2006 | Mount Lemmon         | Mt. Lemmon Survey   |
| 251111 | 2006 SM309             | 27 de setembre de 2006 | Kitt Peak            | Spacewatch          |
| 251112 | 2006 SP322             | 27 de setembre de 2006 | Kitt Peak            | Spacewatch          |
| 251113 | 2006 SX331             | 28 de setembre de 2006 | Mount Lemmon         | Mt. Lemmon Survey   |
| 251114 | 2006 SO332             | 28 de setembre de 2006 | Mount Lemmon         | Mt. Lemmon Survey   |
| 251115 | 2006 SW332             | 28 de setembre de 2006 | Kitt Peak            | Spacewatch          |
| 251116 | 2006 SK336             | 28 de setembre de 2006 | Kitt Peak            | Spacewatch          |
| 251117 | 2006 SB354             | 30 de setembre de 2006 | Catalina             | CSS                 |
| 251118 | 2006 SB356             | 30 de setembre de 2006 | Catalina             | CSS                 |
| 251119 | 2006 SD356             | 30 de setembre de 2006 | Catalina             | CSS                 |
| 251120 | 2006 SH357             | 30 de setembre de 2006 | Catalina             | CSS                 |
| 251121 | 2006 SM359             | 30 de setembre de 2006 | Catalina             | CSS                 |
| 251122 | 2006 SE360             | 30 de setembre de 2006 | Kitt Peak            | Spacewatch          |
| 251123 | 2006 SD363             | 30 de setembre de 2006 | Catalina             | CSS                 |
| 251124 | 2006 SO364             | 28 de setembre de 2006 | Mount Lemmon         | Mt. Lemmon Survey   |
| 251125 | 2006 SM375             | 17 de setembre de 2006 | Apache Point         | A. C. Becker        |
| 251126 | 2006 SC393             | 28 de setembre de 2006 | Catalina             | CSS                 |
| 251127 | 2006 SB398             | 27 de setembre de 2006 | Mount Lemmon         | Mt. Lemmon Survey   |
| 251128 | 2006 SE400             | 19 de setembre de 2006 | Kitt Peak            | Spacewatch          |
| 251129 | 2006 SW413             | 25 de setembre de 2006 | Catalina             | CSS                 |
| 251130 | 2006 TQ                | 1 d'octubre de 2006    | Lulin                | C.-S. Lin, Q.-Z. Ye |
| 251131 | 2006 TA4               | 2 d'octubre de 2006    | Mount Lemmon         | Mt. Lemmon Survey   |
| 251132 | 2006 TG20              | 11 d'octubre de 2006   | Kitt Peak            | Spacewatch          |
| 251133 | 2006 TJ20              | 11 d'octubre de 2006   | Kitt Peak            | Spacewatch          |
| 251134 | 2006 TV21              | 11 d'octubre de 2006   | Kitt Peak            | Spacewatch          |
| 251135 | 2006 TC25              | 12 d'octubre de 2006   | Kitt Peak            | Spacewatch          |
| 251136 | 2006 TO34              | 12 d'octubre de 2006   | Kitt Peak            | Spacewatch          |
| 251137 | 2006 TO37              | 12 d'octubre de 2006   | Kitt Peak            | Spacewatch          |
| 251138 | 2006 TV37              | 12 d'octubre de 2006   | Kitt Peak            | Spacewatch          |
| 251139 | 2006 TZ37              | 12 d'octubre de 2006   | Kitt Peak            | Spacewatch          |
| 251140 | 2006 TK45              | 12 d'octubre de 2006   | Kitt Peak            | Spacewatch          |
| 251141 | 2006 TN45              | 12 d'octubre de 2006   | Kitt Peak            | Spacewatch          |
| 251142 | 2006 TB46              | 12 d'octubre de 2006   | Kitt Peak            | Spacewatch          |
| 251143 | 2006 TR46              | 12 d'octubre de 2006   | Kitt Peak            | Spacewatch          |
| 251144 | 2006 TZ46              | 12 d'octubre de 2006   | Kitt Peak            | Spacewatch          |
| 251145 | 2006 TV48              | 12 d'octubre de 2006   | Kitt Peak            | Spacewatch          |
| 251146 | 2006 TO49              | 12 d'octubre de 2006   | Palomar              | NEAT                |
| 251147 | 2006 TZ51              | 12 d'octubre de 2006   | Kitt Peak            | Spacewatch          |
| 251148 | 2006 TL56              | 13 d'octubre de 2006   | Kitt Peak            | Spacewatch          |
| 251149 | 2006 TS56              | 14 d'octubre de 2006   | Charleston           | Charleston          |
| 251150 | 2006 TQ64              | 11 d'octubre de 2006   | Kitt Peak            | Spacewatch          |
| 251151 | 2006 TS72              | 11 d'octubre de 2006   | Palomar              | NEAT                |
| 251152 | 2006 TY72              | 11 d'octubre de 2006   | Palomar              | NEAT                |
| 251153 | 2006 TR73              | 11 d'octubre de 2006   | Kitt Peak            | Spacewatch          |
| 251154 | 2006 TX73              | 11 d'octubre de 2006   | Palomar              | NEAT                |
| 251155 | 2006 TG74              | 11 d'octubre de 2006   | Palomar              | NEAT                |
| 251156 | 2006 TU74              | 11 d'octubre de 2006   | Palomar              | NEAT                |
| 251157 | 2006 TN75              | 11 d'octubre de 2006   | Palomar              | NEAT                |
| 251158 | 2006 TK78              | 12 d'octubre de 2006   | Palomar              | NEAT                |
| 251159 | 2006 TA81              | 13 d'octubre de 2006   | Kitt Peak            | Spacewatch          |
| 251160 | 2006 TG82              | 13 d'octubre de 2006   | Kitt Peak            | Spacewatch          |
| 251161 | 2006 TY82              | 13 d'octubre de 2006   | Kitt Peak            | Spacewatch          |
| 251162 | 2006 TM83              | 13 d'octubre de 2006   | Kitt Peak            | Spacewatch          |
| 251163 | 2006 TY87              | 13 d'octubre de 2006   | Kitt Peak            | Spacewatch          |
| 251164 | 2006 TJ97              | 13 d'octubre de 2006   | Kitt Peak            | Spacewatch          |
| 251165 | 2006 TB106             | 14 d'octubre de 2006   | Lulin                | C.-S. Lin, Q.-Z. Ye |
| 251166 | 2006 TW108             | 2 d'octubre de 2006    | Mount Lemmon         | Mt. Lemmon Survey   |
| 251167 | 2006 TJ113             | 1 d'octubre de 2006    | Apache Point         | A. C. Becker        |
| 251168 | 2006 TO121             | 13 d'octubre de 2006   | Kitt Peak            | Spacewatch          |
| 251169 | 2006 UF2               | 16 d'octubre de 2006   | Bergisch Gladbac     | W. Bickel           |
| 251170 | 2006 UE3               | 16 d'octubre de 2006   | Goodricke-Pigott     | R. A. Tucker        |
| 251171 | 2006 UM6               | 16 d'octubre de 2006   | Catalina             | CSS                 |
| 251172 | 2006 UM8               | 16 d'octubre de 2006   | Catalina             | CSS                 |
| 251173 | 2006 UO12              | 17 d'octubre de 2006   | Mount Lemmon         | Mt. Lemmon Survey   |
| 251174 | 2006 UB13              | 17 d'octubre de 2006   | Mount Lemmon         | Mt. Lemmon Survey   |
| 251175 | 2006 UM16              | 17 d'octubre de 2006   | Mount Lemmon         | Mt. Lemmon Survey   |
| 251176 | 2006 UB24              | 16 d'octubre de 2006   | Kitt Peak            | Spacewatch          |
| 251177 | 2006 UH26              | 16 d'octubre de 2006   | Kitt Peak            | Spacewatch          |
| 251178 | 2006 UE32              | 16 d'octubre de 2006   | Kitt Peak            | Spacewatch          |
| 251179 | 2006 UT32              | 16 d'octubre de 2006   | Kitt Peak            | Spacewatch          |
| 251180 | 2006 UZ37              | 16 d'octubre de 2006   | Kitt Peak            | Spacewatch          |
| 251181 | 2006 UX58              | 19 d'octubre de 2006   | Catalina             | CSS                 |
| 251182 | 2006 UR60              | 19 d'octubre de 2006   | Socorro              | LINEAR              |
| 251183 | 2006 UP61              | 19 d'octubre de 2006   | Catalina             | CSS                 |
| 251184 | 2006 UY70              | 16 d'octubre de 2006   | Catalina             | CSS                 |
| 251185 | 2006 UM77              | 17 d'octubre de 2006   | Kitt Peak            | Spacewatch          |
| 251186 | 2006 UQ79              | 17 d'octubre de 2006   | Kitt Peak            | Spacewatch          |
| 251187 | 2006 UR80              | 17 d'octubre de 2006   | Mount Lemmon         | Mt. Lemmon Survey   |
| 251188 | 2006 UJ84              | 17 d'octubre de 2006   | Mount Lemmon         | Mt. Lemmon Survey   |
| 251189 | 2006 UA88              | 17 d'octubre de 2006   | Kitt Peak            | Spacewatch          |
| 251190 | 2006 UF90              | 17 d'octubre de 2006   | Kitt Peak            | Spacewatch          |
| 251191 | 2006 UK90              | 17 d'octubre de 2006   | Kitt Peak            | Spacewatch          |
| 251192 | 2006 UT105             | 18 d'octubre de 2006   | Kitt Peak            | Spacewatch          |
| 251193 | 2006 UO107             | 18 d'octubre de 2006   | Kitt Peak            | Spacewatch          |
| 251194 | 2006 UB118             | 19 d'octubre de 2006   | Kitt Peak            | Spacewatch          |
| 251195 | 2006 UH119             | 19 d'octubre de 2006   | Kitt Peak            | Spacewatch          |
| 251196 | 2006 UY122             | 19 d'octubre de 2006   | Kitt Peak            | Spacewatch          |
| 251197 | 2006 UR125             | 19 d'octubre de 2006   | Kitt Peak            | Spacewatch          |
| 251198 | 2006 UM128             | 19 d'octubre de 2006   | Kitt Peak            | Spacewatch          |
| 251199 | 2006 UT129             | 19 d'octubre de 2006   | Kitt Peak            | Spacewatch          |
| 251200 | 2006 UZ139             | 19 d'octubre de 2006   | Kitt Peak            | Spacewatch          |

## 251201-251300
| Nom    | Designació provisional | Data de descobriment   | Lloc de descobriment | Descobridor/s         |
| ------ | ---------------------- | ---------------------- | -------------------- | --------------------- |
| 251201 | 2006 UT149             | 20 d'octubre de 2006   | Catalina             | CSS                   |
| 251202 | 2006 UW154             | 21 d'octubre de 2006   | Kitt Peak            | Spacewatch            |
| 251203 | 2006 UT157             | 21 d'octubre de 2006   | Mount Lemmon         | Mt. Lemmon Survey     |
| 251204 | 2006 UP164             | 21 d'octubre de 2006   | Mount Lemmon         | Mt. Lemmon Survey     |
| 251205 | 2006 UX164             | 21 d'octubre de 2006   | Mount Lemmon         | Mt. Lemmon Survey     |
| 251206 | 2006 UT174             | 22 d'octubre de 2006   | Catalina             | CSS                   |
| 251207 | 2006 UY178             | 16 d'octubre de 2006   | Catalina             | CSS                   |
| 251208 | 2006 UC179             | 16 d'octubre de 2006   | Catalina             | CSS                   |
| 251209 | 2006 UR183             | 17 d'octubre de 2006   | Catalina             | CSS                   |
| 251210 | 2006 UF184             | 19 d'octubre de 2006   | Catalina             | CSS                   |
| 251211 | 2006 UU184             | 24 d'octubre de 2006   | Kitami               | K. Endate             |
| 251212 | 2006 UB185             | 23 d'octubre de 2006   | Catalina             | CSS                   |
| 251213 | 2006 UD188             | 19 d'octubre de 2006   | Catalina             | CSS                   |
| 251214 | 2006 UB189             | 19 d'octubre de 2006   | Catalina             | CSS                   |
| 251215 | 2006 UA190             | 19 d'octubre de 2006   | Catalina             | CSS                   |
| 251216 | 2006 UT190             | 19 d'octubre de 2006   | Catalina             | CSS                   |
| 251217 | 2006 UJ192             | 19 d'octubre de 2006   | Catalina             | CSS                   |
| 251218 | 2006 UV201             | 22 d'octubre de 2006   | Palomar              | NEAT                  |
| 251219 | 2006 US202             | 22 d'octubre de 2006   | Palomar              | NEAT                  |
| 251220 | 2006 UN203             | 22 d'octubre de 2006   | Palomar              | NEAT                  |
| 251221 | 2006 UM204             | 22 d'octubre de 2006   | Kitt Peak            | Spacewatch            |
| 251222 | 2006 UL209             | 23 d'octubre de 2006   | Kitt Peak            | Spacewatch            |
| 251223 | 2006 UA211             | 23 d'octubre de 2006   | Kitt Peak            | Spacewatch            |
| 251224 | 2006 UJ218             | 27 d'octubre de 2006   | Nyukasa              | Nyukasa               |
| 251225 | 2006 UL220             | 16 d'octubre de 2006   | Catalina             | CSS                   |
| 251226 | 2006 UL229             | 20 d'octubre de 2006   | Palomar              | NEAT                  |
| 251227 | 2006 UT234             | 22 d'octubre de 2006   | Mount Lemmon         | Mt. Lemmon Survey     |
| 251228 | 2006 UH241             | 23 d'octubre de 2006   | Catalina             | CSS                   |
| 251229 | 2006 UK269             | 27 d'octubre de 2006   | Mount Lemmon         | Mt. Lemmon Survey     |
| 251230 | 2006 UO270             | 27 d'octubre de 2006   | Mount Lemmon         | Mt. Lemmon Survey     |
| 251231 | 2006 UD271             | 27 d'octubre de 2006   | Kitt Peak            | Spacewatch            |
| 251232 | 2006 UD272             | 27 d'octubre de 2006   | Mount Lemmon         | Mt. Lemmon Survey     |
| 251233 | 2006 UE273             | 27 d'octubre de 2006   | Kitt Peak            | Spacewatch            |
| 251234 | 2006 UR278             | 28 d'octubre de 2006   | Kitt Peak            | Spacewatch            |
| 251235 | 2006 UT281             | 28 d'octubre de 2006   | Mount Lemmon         | Mt. Lemmon Survey     |
| 251236 | 2006 UN283             | 28 d'octubre de 2006   | Kitt Peak            | Spacewatch            |
| 251237 | 2006 UR285             | 28 d'octubre de 2006   | Kitt Peak            | Spacewatch            |
| 251238 | 2006 UC286             | 28 d'octubre de 2006   | Kitt Peak            | Spacewatch            |
| 251239 | 2006 UX289             | 31 d'octubre de 2006   | Kitt Peak            | Spacewatch            |
| 251240 | 2006 UM327             | 27 d'octubre de 2006   | Catalina             | CSS                   |
| 251241 | 2006 UP329             | 27 d'octubre de 2006   | Catalina             | CSS                   |
| 251242 | 2006 UE359             | 20 d'octubre de 2006   | Mount Lemmon         | Mt. Lemmon Survey     |
| 251243 | 2006 VZ8               | 11 de novembre de 2006 | Kitt Peak            | Spacewatch            |
| 251244 | 2006 VJ9               | 11 de novembre de 2006 | Catalina             | CSS                   |
| 251245 | 2006 VS14              | 9 de novembre de 2006  | Kitt Peak            | Spacewatch            |
| 251246 | 2006 VR29              | 10 de novembre de 2006 | Kitt Peak            | Spacewatch            |
| 251247 | 2006 VV30              | 10 de novembre de 2006 | Kitt Peak            | Spacewatch            |
| 251248 | 2006 VN34              | 11 de novembre de 2006 | Catalina             | CSS                   |
| 251249 | 2006 VX40              | 12 de novembre de 2006 | Mount Lemmon         | Mt. Lemmon Survey     |
| 251250 | 2006 VQ43              | 13 de novembre de 2006 | Kitt Peak            | Spacewatch            |
| 251251 | 2006 VU48              | 10 de novembre de 2006 | Kitt Peak            | Spacewatch            |
| 251252 | 2006 VM49              | 10 de novembre de 2006 | Kitt Peak            | Spacewatch            |
| 251253 | 2006 VG52              | 11 de novembre de 2006 | Kitt Peak            | Spacewatch            |
| 251254 | 2006 VT86              | 14 de novembre de 2006 | Socorro              | LINEAR                |
| 251255 | 2006 VF89              | 14 de novembre de 2006 | Kitt Peak            | Spacewatch            |
| 251256 | 2006 VE90              | 14 de novembre de 2006 | Catalina             | CSS                   |
| 251257 | 2006 VT100             | 11 de novembre de 2006 | Catalina             | CSS                   |
| 251258 | 2006 VC107             | 13 de novembre de 2006 | Kitt Peak            | Spacewatch            |
| 251259 | 2006 VO109             | 13 de novembre de 2006 | Catalina             | CSS                   |
| 251260 | 2006 VW112             | 13 de novembre de 2006 | Kitt Peak            | Spacewatch            |
| 251261 | 2006 VG124             | 14 de novembre de 2006 | Kitt Peak            | Spacewatch            |
| 251262 | 2006 VL143             | 15 de novembre de 2006 | Kitt Peak            | Spacewatch            |
| 251263 | 2006 VG168             | 2 de novembre de 2006  | Mount Lemmon         | Mt. Lemmon Survey     |
| 251264 | 2006 WL                | 16 de novembre de 2006 | Nyukasa              | Nyukasa               |
| 251265 | 2006 WE1               | 17 de novembre de 2006 | Pla D'Arguines       | R. Ferrando           |
| 251266 | 2006 WX11              | 16 de novembre de 2006 | Mount Lemmon         | Mt. Lemmon Survey     |
| 251267 | 2006 WW14              | 16 de novembre de 2006 | Catalina             | CSS                   |
| 251268 | 2006 WL15              | 16 de novembre de 2006 | Lulin                | M.-T. Chang, Q.-Z. Ye |
| 251269 | 2006 WV26              | 18 de novembre de 2006 | Socorro              | LINEAR                |
| 251270 | 2006 WH32              | 16 de novembre de 2006 | Kitt Peak            | Spacewatch            |
| 251271 | 2006 WX32              | 16 de novembre de 2006 | Catalina             | CSS                   |
| 251272 | 2006 WQ39              | 16 de novembre de 2006 | Kitt Peak            | Spacewatch            |
| 251273 | 2006 WX39              | 16 de novembre de 2006 | Kitt Peak            | Spacewatch            |
| 251274 | 2006 WY50              | 16 de novembre de 2006 | Kitt Peak            | Spacewatch            |
| 251275 | 2006 WL53              | 16 de novembre de 2006 | Catalina             | CSS                   |
| 251276 | 2006 WN60              | 17 de novembre de 2006 | Kitt Peak            | Spacewatch            |
| 251277 | 2006 WP61              | 17 de novembre de 2006 | Catalina             | CSS                   |
| 251278 | 2006 WX61              | 17 de novembre de 2006 | Catalina             | CSS                   |
| 251279 | 2006 WB66              | 17 de novembre de 2006 | Catalina             | CSS                   |
| 251280 | 2006 WD69              | 17 de novembre de 2006 | Mount Lemmon         | Mt. Lemmon Survey     |
| 251281 | 2006 WF69              | 17 de novembre de 2006 | Mount Lemmon         | Mt. Lemmon Survey     |
| 251282 | 2006 WJ77              | 18 de novembre de 2006 | Kitt Peak            | Spacewatch            |
| 251283 | 2006 WX87              | 18 de novembre de 2006 | Mount Lemmon         | Mt. Lemmon Survey     |
| 251284 | 2006 WL95              | 19 de novembre de 2006 | Kitt Peak            | Spacewatch            |
| 251285 | 2006 WE96              | 19 de novembre de 2006 | Catalina             | CSS                   |
| 251286 | 2006 WE108             | 19 de novembre de 2006 | Socorro              | LINEAR                |
| 251287 | 2006 WK116             | 20 de novembre de 2006 | Mount Lemmon         | Mt. Lemmon Survey     |
| 251288 | 2006 WL120             | 21 de novembre de 2006 | Socorro              | LINEAR                |
| 251289 | 2006 WY124             | 22 de novembre de 2006 | Socorro              | LINEAR                |
| 251290 | 2006 WF148             | 20 de novembre de 2006 | Socorro              | LINEAR                |
| 251291 | 2006 WU153             | 22 de novembre de 2006 | Kitt Peak            | Spacewatch            |
| 251292 | 2006 WD173             | 23 de novembre de 2006 | Kitt Peak            | Spacewatch            |
| 251293 | 2006 WC188             | 24 de novembre de 2006 | Kitt Peak            | Spacewatch            |
| 251294 | 2006 WG194             | 27 de novembre de 2006 | Kitt Peak            | Spacewatch            |
| 251295 | 2006 XE7               | 9 de desembre de 2006  | Kitt Peak            | Spacewatch            |
| 251296 | 2006 XF8               | 9 de desembre de 2006  | Kitt Peak            | Spacewatch            |
| 251297 | 2006 XY22              | 12 de desembre de 2006 | Kitt Peak            | Spacewatch            |
| 251298 | 2006 XY38              | 11 de desembre de 2006 | Kitt Peak            | Spacewatch            |
| 251299 | 2006 XH41              | 12 de desembre de 2006 | Mount Lemmon         | Mt. Lemmon Survey     |
| 251300 | 2006 XK42              | 12 de desembre de 2006 | Catalina             | CSS                   |

## 251301-251400
| Nom                      | Designació provisional | Data de descobriment   | Lloc de descobriment | Descobridor/s        |
| ------------------------ | ---------------------- | ---------------------- | -------------------- | -------------------- |
| 251301                   | 2006 XO42              | 12 de desembre de 2006 | Mount Lemmon         | Mt. Lemmon Survey    |
| 251302                   | 2006 XZ50              | 13 de desembre de 2006 | Mount Lemmon         | Mt. Lemmon Survey    |
| 251303                   | 2006 XY53              | 15 de desembre de 2006 | Socorro              | LINEAR               |
| 251304                   | 2006 XT54              | 15 de desembre de 2006 | Socorro              | LINEAR               |
| 251305                   | 2006 XD55              | 15 de desembre de 2006 | Socorro              | LINEAR               |
| 251306                   | 2006 XC59              | 14 de desembre de 2006 | Kitt Peak            | Spacewatch           |
| 251307                   | 2006 XD62              | 15 de desembre de 2006 | Kitt Peak            | Spacewatch           |
| 251308                   | 2006 XH64              | 12 de desembre de 2006 | Socorro              | LINEAR               |
| 251309                   | 2006 YQ6               | 18 de desembre de 2006 | Socorro              | LINEAR               |
| 251310                   | 2006 YQ9               | 21 de desembre de 2006 | Kitt Peak            | Spacewatch           |
| 251311                   | 2006 YS14              | 22 de desembre de 2006 | Crni Vrh             | Crni Vrh             |
| 251312                   | 2006 YV14              | 23 de desembre de 2006 | Crni Vrh             | Crni Vrh             |
| 251313                   | 2006 YY38              | 21 de desembre de 2006 | Kitt Peak            | Spacewatch           |
| 251314                   | 2006 YE52              | 22 de desembre de 2006 | Catalina             | CSS                  |
| 251315                   | 2007 AO19              | 15 de gener de 2007    | Catalina             | CSS                  |
| 251316                   | 2007 AG23              | 10 de gener de 2007    | Mount Lemmon         | Mt. Lemmon Survey    |
| 251317                   | 2007 BV4               | 17 de gener de 2007    | Palomar              | NEAT                 |
| 251318                   | 2007 BQ6               | 17 de gener de 2007    | Mount Lemmon         | Mt. Lemmon Survey    |
| 251319                   | 2007 BA19              | 18 de gener de 2007    | Palomar              | NEAT                 |
| 251320                   | 2007 BR25              | 24 de gener de 2007    | Mount Lemmon         | Mt. Lemmon Survey    |
| 251321                   | 2007 BF38              | 24 de gener de 2007    | Catalina             | CSS                  |
| 251322                   | 2007 BG55              | 24 de gener de 2007    | Socorro              | LINEAR               |
| 251323                   | 2007 BS68              | 27 de gener de 2007    | Mount Lemmon         | Mt. Lemmon Survey    |
| 251324                   | 2007 CZ16              | 8 de febrer de 2007    | Kitt Peak            | Spacewatch           |
| (251325) Leopoldjosefine | 2007 CX26              | 9 de febrer de 2007    | Gaisberg             | R. Gierlinger        |
| 251326                   | 2007 CE41              | 7 de febrer de 2007    | Kitt Peak            | Spacewatch           |
| 251327                   | 2007 CJ44              | 8 de febrer de 2007    | Palomar              | NEAT                 |
| 251328                   | 2007 CM60              | 10 de febrer de 2007   | Palomar              | NEAT                 |
| 251329                   | 2007 DD25              | 17 de febrer de 2007   | Kitt Peak            | Spacewatch           |
| 251330                   | 2007 DD55              | 21 de febrer de 2007   | Socorro              | LINEAR               |
| 251331                   | 2007 DJ83              | 25 de febrer de 2007   | Mount Lemmon         | Mt. Lemmon Survey    |
| 251332                   | 2007 DY87              | 23 de febrer de 2007   | Kitt Peak            | Spacewatch           |
| 251333                   | 2007 DY106             | 17 de febrer de 2007   | Kitt Peak            | Spacewatch           |
| 251334                   | 2007 EZ3               | 9 de març de 2007      | Kitt Peak            | Spacewatch           |
| 251335                   | 2007 EL4               | 9 de març de 2007      | Mount Lemmon         | Mt. Lemmon Survey    |
| 251336                   | 2007 EU14              | 9 de març de 2007      | Mount Lemmon         | Mt. Lemmon Survey    |
| 251337                   | 2007 EZ18              | 10 de març de 2007     | Mount Lemmon         | Mt. Lemmon Survey    |
| 251338                   | 2007 EM181             | 14 de març de 2007     | Kitt Peak            | Spacewatch           |
| 251339                   | 2007 EC202             | 9 de març de 2007      | Palomar              | NEAT                 |
| 251340                   | 2007 HJ96              | 19 d'abril de 2007     | Siding Spring        | Siding Spring Survey |
| 251341                   | 2007 OO9               | 23 de juliol de 2007   | Crni Vrh             | Crni Vrh             |
| 251342                   | 2007 PF3               | 4 d'agost de 2007      | Siding Spring        | Siding Spring Survey |
| 251343                   | 2007 PL29              | 14 d'agost de 2007     | Socorro              | LINEAR               |
| 251344                   | 2007 RW224             | 10 de setembre de 2007 | Kitt Peak            | Spacewatch           |
| 251345                   | 2007 RH302             | 14 de setembre de 2007 | Mount Lemmon         | Mt. Lemmon Survey    |
| 251346                   | 2007 SJ                | 17 de setembre de 2007 | Socorro              | LINEAR               |
| 251347                   | 2007 TY12              | 6 d'octubre de 2007    | Socorro              | LINEAR               |
| 251348                   | 2007 TG22              | 8 d'octubre de 2007    | Kitt Peak            | Spacewatch           |
| 251349                   | 2007 TM39              | 6 d'octubre de 2007    | Kitt Peak            | Spacewatch           |
| 251350                   | 2007 TE46              | 7 d'octubre de 2007    | Kitt Peak            | Spacewatch           |
| 251351                   | 2007 TN55              | 4 d'octubre de 2007    | Kitt Peak            | Spacewatch           |
| 251352                   | 2007 TH62              | 7 d'octubre de 2007    | Mount Lemmon         | Mt. Lemmon Survey    |
| 251353                   | 2007 TJ114             | 8 d'octubre de 2007    | Catalina             | CSS                  |
| 251354                   | 2007 TY131             | 7 d'octubre de 2007    | Mount Lemmon         | Mt. Lemmon Survey    |
| 251355                   | 2007 TR141             | 9 d'octubre de 2007    | Mount Lemmon         | Mt. Lemmon Survey    |
| 251356                   | 2007 TM163             | 11 d'octubre de 2007   | Socorro              | LINEAR               |
| 251357                   | 2007 TW168             | 12 d'octubre de 2007   | Socorro              | LINEAR               |
| 251358                   | 2007 TM179             | 7 d'octubre de 2007    | Catalina             | CSS                  |
| 251359                   | 2007 TF212             | 7 d'octubre de 2007    | Kitt Peak            | Spacewatch           |
| 251360                   | 2007 TJ261             | 10 d'octubre de 2007   | Kitt Peak            | Spacewatch           |
| 251361                   | 2007 TH309             | 10 d'octubre de 2007   | Mount Lemmon         | Mt. Lemmon Survey    |
| 251362                   | 2007 TU408             | 14 d'octubre de 2007   | Catalina             | CSS                  |
| 251363                   | 2007 TX418             | 9 d'octubre de 2007    | Kitt Peak            | Spacewatch           |
| 251364                   | 2007 TE419             | 10 d'octubre de 2007   | Kitt Peak            | Spacewatch           |
| 251365                   | 2007 TQ447             | 13 d'octubre de 2007   | Socorro              | LINEAR               |
| 251366                   | 2007 TR451             | 9 d'octubre de 2007    | Kitt Peak            | Spacewatch           |
| 251367                   | 2007 UZ35              | 19 d'octubre de 2007   | Catalina             | CSS                  |
| 251368                   | 2007 UO41              | 16 d'octubre de 2007   | Kitt Peak            | Spacewatch           |
| 251369                   | 2007 UA47              | 20 d'octubre de 2007   | Catalina             | CSS                  |
| 251370                   | 2007 UF57              | 30 d'octubre de 2007   | Kitt Peak            | Spacewatch           |
| 251371                   | 2007 UR86              | 30 d'octubre de 2007   | Kitt Peak            | Spacewatch           |
| 251372                   | 2007 UY104             | 30 d'octubre de 2007   | Kitt Peak            | Spacewatch           |
| 251373                   | 2007 VO9               | 2 de novembre de 2007  | Catalina             | CSS                  |
| 251374                   | 2007 VC15              | 1 de novembre de 2007  | Kitt Peak            | Spacewatch           |
| 251375                   | 2007 VX54              | 1 de novembre de 2007  | Kitt Peak            | Spacewatch           |
| 251376                   | 2007 VK55              | 1 de novembre de 2007  | Kitt Peak            | Spacewatch           |
| 251377                   | 2007 VJ64              | 1 de novembre de 2007  | Kitt Peak            | Spacewatch           |
| 251378                   | 2007 VF74              | 3 de novembre de 2007  | Kitt Peak            | Spacewatch           |
| 251379                   | 2007 VZ79              | 3 de novembre de 2007  | Kitt Peak            | Spacewatch           |
| 251380                   | 2007 VK80              | 3 de novembre de 2007  | Kitt Peak            | Spacewatch           |
| 251381                   | 2007 VE87              | 2 de novembre de 2007  | Socorro              | LINEAR               |
| 251382                   | 2007 VB90              | 4 de novembre de 2007  | Socorro              | LINEAR               |
| 251383                   | 2007 VA96              | 7 de novembre de 2007  | Bisei SG Center      | BATTeRS              |
| 251384                   | 2007 VJ138             | 2 de novembre de 2007  | Kitt Peak            | Spacewatch           |
| 251385                   | 2007 VJ163             | 5 de novembre de 2007  | Kitt Peak            | Spacewatch           |
| 251386                   | 2007 VG165             | 5 de novembre de 2007  | Kitt Peak            | Spacewatch           |
| 251387                   | 2007 VO174             | 3 de novembre de 2007  | Mount Lemmon         | Mt. Lemmon Survey    |
| 251388                   | 2007 VS186             | 12 de novembre de 2007 | Bisei SG Center      | BATTeRS              |
| 251389                   | 2007 VR193             | 4 de novembre de 2007  | Mount Lemmon         | Mt. Lemmon Survey    |
| 251390                   | 2007 VY202             | 8 de novembre de 2007  | Catalina             | CSS                  |
| 251391                   | 2007 VD209             | 7 de novembre de 2007  | Kitt Peak            | Spacewatch           |
| 251392                   | 2007 VQ267             | 15 de novembre de 2007 | La Sagra             | La Sagra             |
| 251393                   | 2007 VJ330             | 3 de novembre de 2007  | Mount Lemmon         | Mt. Lemmon Survey    |
| 251394                   | 2007 WA39              | 19 de novembre de 2007 | Kitt Peak            | Spacewatch           |
| 251395                   | 2007 WD44              | 19 de novembre de 2007 | Mount Lemmon         | Mt. Lemmon Survey    |
| 251396                   | 2007 WG60              | 17 de novembre de 2007 | Kitt Peak            | Spacewatch           |
| 251397                   | 2007 XP22              | 10 de desembre de 2007 | Socorro              | LINEAR               |
| 251398                   | 2007 XB24              | 14 de desembre de 2007 | La Sagra             | La Sagra             |
| 251399                   | 2007 XR33              | 10 de desembre de 2007 | Socorro              | LINEAR               |
| 251400                   | 2007 XM57              | 4 de desembre de 2007  | Socorro              | LINEAR               |

## 251401-251500
| Nom                  | Designació provisional | Data de descobriment   | Lloc de descobriment | Descobridor/s          |
| -------------------- | ---------------------- | ---------------------- | -------------------- | ---------------------- |
| 251401               | 2007 YJ7               | 16 de desembre de 2007 | Kitt Peak            | Spacewatch             |
| 251402               | 2007 YL22              | 16 de desembre de 2007 | Kitt Peak            | Spacewatch             |
| 251403               | 2007 YA24              | 17 de desembre de 2007 | Mount Lemmon         | Mt. Lemmon Survey      |
| 251404               | 2007 YO31              | 28 de desembre de 2007 | Kitt Peak            | Spacewatch             |
| 251405               | 2007 YT31              | 28 de desembre de 2007 | Lulin                | LUSS                   |
| 251406               | 2007 YO63              | 31 de desembre de 2007 | Kitt Peak            | Spacewatch             |
| 251407               | 2008 AH3               | 8 de gener de 2008     | Dauban               | F. Kugel               |
| 251408               | 2008 AU3               | 4 de gener de 2008     | Bisei SG Center      | BATTeRS                |
| 251409               | 2008 AF6               | 10 de gener de 2008    | Mount Lemmon         | Mt. Lemmon Survey      |
| 251410               | 2008 AS10              | 10 de gener de 2008    | Mount Lemmon         | Mt. Lemmon Survey      |
| 251411               | 2008 AJ18              | 10 de gener de 2008    | Mount Lemmon         | Mt. Lemmon Survey      |
| 251412               | 2008 AB29              | 11 de gener de 2008    | Mayhill              | A. Lowe                |
| 251413               | 2008 AA30              | 8 de gener de 2008     | Altschwendt          | W. Ries                |
| 251414               | 2008 AV38              | 10 de gener de 2008    | Catalina             | CSS                    |
| 251415               | 2008 AT43              | 10 de gener de 2008    | Kitt Peak            | Spacewatch             |
| 251416               | 2008 AN50              | 11 de gener de 2008    | Kitt Peak            | Spacewatch             |
| 251417               | 2008 AX60              | 11 de gener de 2008    | Kitt Peak            | Spacewatch             |
| 251418               | 2008 AP65              | 11 de gener de 2008    | Kitt Peak            | Spacewatch             |
| 251419               | 2008 AY74              | 11 de gener de 2008    | Kitt Peak            | Spacewatch             |
| 251420               | 2008 AQ79              | 12 de gener de 2008    | Kitt Peak            | Spacewatch             |
| 251421               | 2008 AR81              | 13 de gener de 2008    | Mount Lemmon         | Mt. Lemmon Survey      |
| 251422               | 2008 AE86              | 13 de gener de 2008    | Kitt Peak            | Spacewatch             |
| 251423               | 2008 AP96              | 14 de gener de 2008    | Kitt Peak            | Spacewatch             |
| 251424               | 2008 AH110             | 15 de gener de 2008    | Kitt Peak            | Spacewatch             |
| 251425               | 2008 AZ113             | 10 de gener de 2008    | Mount Lemmon         | Mt. Lemmon Survey      |
| 251426               | 2008 AM128             | 13 de gener de 2008    | Kitt Peak            | Spacewatch             |
| 251427               | 2008 BH15              | 28 de gener de 2008    | La Sagra             | La Sagra               |
| 251428               | 2008 BD16              | 28 de gener de 2008    | Lulin                | LUSS                   |
| 251429               | 2008 BV21              | 30 de gener de 2008    | Mount Lemmon         | Mt. Lemmon Survey      |
| 251430               | 2008 BV32              | 30 de gener de 2008    | Kitt Peak            | Spacewatch             |
| 251431               | 2008 BY32              | 30 de gener de 2008    | Kitt Peak            | Spacewatch             |
| 251432               | 2008 BG35              | 30 de gener de 2008    | Mount Lemmon         | Mt. Lemmon Survey      |
| 251433               | 2008 BK36              | 30 de gener de 2008    | Kitt Peak            | Spacewatch             |
| 251434               | 2008 BL48              | 18 de gener de 2008    | Mount Lemmon         | Mt. Lemmon Survey      |
| 251435               | 2008 BO48              | 30 de gener de 2008    | Mount Lemmon         | Mt. Lemmon Survey      |
| 251436               | 2008 CL8               | 2 de febrer de 2008    | Kitt Peak            | Spacewatch             |
| 251437               | 2008 CJ18              | 3 de febrer de 2008    | Kitt Peak            | Spacewatch             |
| 251438               | 2008 CE21              | 6 de febrer de 2008    | Bisei SG Center      | BATTeRS                |
| 251439               | 2008 CE33              | 2 de febrer de 2008    | Kitt Peak            | Spacewatch             |
| 251440               | 2008 CR41              | 2 de febrer de 2008    | Kitt Peak            | Spacewatch             |
| 251441               | 2008 CK42              | 2 de febrer de 2008    | Kitt Peak            | Spacewatch             |
| 251442               | 2008 CW45              | 2 de febrer de 2008    | Catalina             | CSS                    |
| 251443               | 2008 CY47              | 3 de febrer de 2008    | Catalina             | CSS                    |
| 251444               | 2008 CN60              | 7 de febrer de 2008    | Mount Lemmon         | Mt. Lemmon Survey      |
| 251445               | 2008 CK68              | 5 de febrer de 2008    | La Sagra             | La Sagra               |
| 251446               | 2008 CO78              | 7 de febrer de 2008    | Kitt Peak            | Spacewatch             |
| 251447               | 2008 CF91              | 8 de febrer de 2008    | Kitt Peak            | Spacewatch             |
| 251448               | 2008 CC112             | 10 de febrer de 2008   | Kitt Peak            | Spacewatch             |
| (251449) Olexakorolʹ | 2008 CK117             | 11 de febrer de 2008   | Andrushivka          | Andrushivka            |
| 251450               | 2008 CD120             | 11 de febrer de 2008   | Dauban               | F. Kugel               |
| 251451               | 2008 CR125             | 8 de febrer de 2008    | Kitt Peak            | Spacewatch             |
| 251452               | 2008 CW132             | 8 de febrer de 2008    | Kitt Peak            | Spacewatch             |
| 251453               | 2008 CA139             | 8 de febrer de 2008    | Kitt Peak            | Spacewatch             |
| 251454               | 2008 CB140             | 8 de febrer de 2008    | Kitt Peak            | Spacewatch             |
| 251455               | 2008 CM141             | 8 de febrer de 2008    | Kitt Peak            | Spacewatch             |
| 251456               | 2008 CS143             | 8 de febrer de 2008    | Kitt Peak            | Spacewatch             |
| 251457               | 2008 CT152             | 9 de febrer de 2008    | Catalina             | CSS                    |
| 251458               | 2008 CK180             | 9 de febrer de 2008    | Catalina             | CSS                    |
| 251459               | 2008 CX180             | 9 de febrer de 2008    | Catalina             | CSS                    |
| 251460               | 2008 CV193             | 8 de febrer de 2008    | Kitt Peak            | Spacewatch             |
| 251461               | 2008 CZ193             | 9 de febrer de 2008    | Kitt Peak            | Spacewatch             |
| 251462               | 2008 CC195             | 13 de febrer de 2008   | Kitt Peak            | Spacewatch             |
| 251463               | 2008 CW195             | 3 de febrer de 2008    | Kitt Peak            | Spacewatch             |
| 251464               | 2008 CC196             | 8 de febrer de 2008    | Mount Lemmon         | Mt. Lemmon Survey      |
| 251465               | 2008 CP198             | 12 de febrer de 2008   | Kitt Peak            | Spacewatch             |
| 251466               | 2008 CV206             | 10 de febrer de 2008   | Mount Lemmon         | Mt. Lemmon Survey      |
| 251467               | 2008 CF213             | 9 de febrer de 2008    | Socorro              | LINEAR                 |
| 251468               | 2008 DH10              | 26 de febrer de 2008   | Anderson Mesa        | LONEOS                 |
| 251469               | 2008 DT13              | 26 de febrer de 2008   | Mount Lemmon         | Mt. Lemmon Survey      |
| 251470               | 2008 DR18              | 26 de febrer de 2008   | Kitt Peak            | Spacewatch             |
| 251471               | 2008 DW23              | 26 de febrer de 2008   | Mount Lemmon         | Mt. Lemmon Survey      |
| 251472               | 2008 DB27              | 29 de febrer de 2008   | Kitt Peak            | Spacewatch             |
| 251473               | 2008 DT30              | 27 de febrer de 2008   | Kitt Peak            | Spacewatch             |
| 251474               | 2008 DW30              | 27 de febrer de 2008   | Kitt Peak            | Spacewatch             |
| 251475               | 2008 DV32              | 27 de febrer de 2008   | Kitt Peak            | Spacewatch             |
| 251476               | 2008 DX32              | 27 de febrer de 2008   | Kitt Peak            | Spacewatch             |
| 251477               | 2008 DZ52              | 29 de febrer de 2008   | Mount Lemmon         | Mt. Lemmon Survey      |
| 251478               | 2008 DB55              | 26 de febrer de 2008   | Kitt Peak            | Spacewatch             |
| 251479               | 2008 DG57              | 28 de febrer de 2008   | Catalina             | CSS                    |
| 251480               | 2008 DT57              | 28 de febrer de 2008   | Catalina             | CSS                    |
| 251481               | 2008 DC59              | 27 de febrer de 2008   | Kitt Peak            | Spacewatch             |
| 251482               | 2008 DF76              | 28 de febrer de 2008   | Mount Lemmon         | Mt. Lemmon Survey      |
| 251483               | 2008 DR80              | 18 de febrer de 2008   | Mount Lemmon         | Mt. Lemmon Survey      |
| 251484               | 2008 DC84              | 18 de febrer de 2008   | Mount Lemmon         | Mt. Lemmon Survey      |
| 251485               | 2008 ED7               | 2 de març de 2008      | Marly                | P. Kocher              |
| 251486               | 2008 EG7               | 2 de març de 2008      | Catalina             | CSS                    |
| 251487               | 2008 EY7               | 3 de març de 2008      | La Sagra             | La Sagra               |
| 251488               | 2008 EZ14              | 1 de març de 2008      | Kitt Peak            | Spacewatch             |
| 251489               | 2008 EA27              | 4 de març de 2008      | Mount Lemmon         | Mt. Lemmon Survey      |
| 251490               | 2008 EU35              | 3 de març de 2008      | Kitt Peak            | Spacewatch             |
| 251491               | 2008 EZ35              | 3 de març de 2008      | Catalina             | CSS                    |
| 251492               | 2008 ET36              | 3 de març de 2008      | Purple Mountain      | PMO NEO Survey Program |
| 251493               | 2008 EG42              | 4 de març de 2008      | Mount Lemmon         | Mt. Lemmon Survey      |
| 251494               | 2008 EU49              | 6 de març de 2008      | Kitt Peak            | Spacewatch             |
| 251495               | 2008 ED71              | 6 de març de 2008      | Mount Lemmon         | Mt. Lemmon Survey      |
| 251496               | 2008 EG79              | 8 de març de 2008      | Catalina             | CSS                    |
| 251497               | 2008 EK97              | 8 de març de 2008      | Mount Lemmon         | Mt. Lemmon Survey      |
| 251498               | 2008 EQ108             | 7 de març de 2008      | Mount Lemmon         | Mt. Lemmon Survey      |
| 251499               | 2008 EC109             | 7 de març de 2008      | Mount Lemmon         | Mt. Lemmon Survey      |
| 251500               | 2008 EA116             | 8 de març de 2008      | Mount Lemmon         | Mt. Lemmon Survey      |

## 251501-251600
| Nom                    | Designació provisional | Data de descobriment   | Lloc de descobriment | Descobridor/s          |
| ---------------------- | ---------------------- | ---------------------- | -------------------- | ---------------------- |
| 251501                 | 2008 EU125             | 10 de març de 2008     | Kitt Peak            | Spacewatch             |
| 251502                 | 2008 EU128             | 11 de març de 2008     | Kitt Peak            | Spacewatch             |
| 251503                 | 2008 EC129             | 11 de març de 2008     | Kitt Peak            | Spacewatch             |
| 251504                 | 2008 EC146             | 14 de març de 2008     | Purple Mountain      | PMO NEO Survey Program |
| 251505                 | 2008 EQ151             | 8 de març de 2008      | Mount Lemmon         | Mt. Lemmon Survey      |
| 251506                 | 2008 FB2               | 25 de març de 2008     | Kitt Peak            | Spacewatch             |
| 251507                 | 2008 FJ3               | 25 de març de 2008     | Kitt Peak            | Spacewatch             |
| 251508                 | 2008 FD8               | 25 de març de 2008     | Kitt Peak            | Spacewatch             |
| 251509                 | 2008 FY13              | 26 de març de 2008     | Mount Lemmon         | Mt. Lemmon Survey      |
| 251510                 | 2008 FZ32              | 28 de març de 2008     | Mount Lemmon         | Mt. Lemmon Survey      |
| 251511                 | 2008 FQ41              | 28 de març de 2008     | Mount Lemmon         | Mt. Lemmon Survey      |
| 251512                 | 2008 FK58              | 28 de març de 2008     | Mount Lemmon         | Mt. Lemmon Survey      |
| 251513                 | 2008 FY61              | 25 de març de 2008     | Kitt Peak            | Spacewatch             |
| 251514                 | 2008 FH68              | 28 de març de 2008     | Mount Lemmon         | Mt. Lemmon Survey      |
| 251515                 | 2008 FJ78              | 27 de març de 2008     | Mount Lemmon         | Mt. Lemmon Survey      |
| 251516                 | 2008 FJ81              | 27 de març de 2008     | Mount Lemmon         | Mt. Lemmon Survey      |
| 251517                 | 2008 FZ117             | 31 de març de 2008     | Kitt Peak            | Spacewatch             |
| 251518                 | 2008 FW118             | 31 de març de 2008     | Mount Lemmon         | Mt. Lemmon Survey      |
| 251519                 | 2008 FY123             | 29 de març de 2008     | Catalina             | CSS                    |
| 251520                 | 2008 FB131             | 29 de març de 2008     | Kitt Peak            | Spacewatch             |
| 251521                 | 2008 GO3               | 6 d'abril de 2008      | Kanab                | E. Sheridan            |
| 251522                 | 2008 GZ33              | 3 d'abril de 2008      | Mount Lemmon         | Mt. Lemmon Survey      |
| 251523                 | 2008 GA49              | 5 d'abril de 2008      | Kitt Peak            | Spacewatch             |
| 251524                 | 2008 GU50              | 5 d'abril de 2008      | Mount Lemmon         | Mt. Lemmon Survey      |
| 251525                 | 2008 GX60              | 5 d'abril de 2008      | Catalina             | CSS                    |
| 251526                 | 2008 GX98              | 9 d'abril de 2008      | Kitt Peak            | Spacewatch             |
| 251527                 | 2008 GV137             | 8 d'abril de 2008      | Kitt Peak            | Spacewatch             |
| 251528                 | 2008 GU141             | 14 d'abril de 2008     | Mount Lemmon         | Mt. Lemmon Survey      |
| 251529                 | 2008 HR1               | 24 d'abril de 2008     | Kitt Peak            | Spacewatch             |
| 251530                 | 2008 HT16              | 25 d'abril de 2008     | Mount Lemmon         | Mt. Lemmon Survey      |
| 251531                 | 2008 HA28              | 28 d'abril de 2008     | Kitt Peak            | Spacewatch             |
| 251532                 | 2008 HE30              | 29 d'abril de 2008     | Kitt Peak            | Spacewatch             |
| 251533                 | 2008 JQ17              | 4 de maig de 2008      | Kitt Peak            | Spacewatch             |
| 251534                 | 2008 KK4               | 27 de maig de 2008     | Kitt Peak            | Spacewatch             |
| 251535                 | 2008 KK8               | 27 de maig de 2008     | Kitt Peak            | Spacewatch             |
| 251536                 | 2008 SK257             | 22 de setembre de 2008 | Kitt Peak            | Spacewatch             |
| 251537                 | 2008 UE5               | 26 d'octubre de 2008   | Catalina             | CSS                    |
| 251538                 | 2008 WZ128             | 21 de novembre de 2008 | Mount Lemmon         | Mt. Lemmon Survey      |
| 251539                 | 2008 XQ43              | 2 de desembre de 2008  | Kitt Peak            | Spacewatch             |
| 251540                 | 2008 YF1               | 19 de desembre de 2008 | La Sagra             | La Sagra               |
| 251541                 | 2008 YG172             | 29 de desembre de 2008 | Mount Lemmon         | Mt. Lemmon Survey      |
| 251542                 | 2009 AB47              | 7 de gener de 2009     | Kitt Peak            | Spacewatch             |
| 251543                 | 2009 BM62              | 18 de gener de 2009    | Purple Mountain      | PMO NEO Survey Program |
| 251544                 | 2009 BA70              | 25 de gener de 2009    | Catalina             | CSS                    |
| 251545                 | 2009 BK97              | 25 de gener de 2009    | Kitt Peak            | Spacewatch             |
| 251546                 | 2009 BR147             | 30 de gener de 2009    | Mount Lemmon         | Mt. Lemmon Survey      |
| 251547                 | 2009 BA150             | 31 de gener de 2009    | Kitt Peak            | Spacewatch             |
| 251548                 | 2009 BO177             | 30 de gener de 2009    | Mount Lemmon         | Mt. Lemmon Survey      |
| 251549                 | 2009 CE23              | 1 de febrer de 2009    | Kitt Peak            | Spacewatch             |
| 251550                 | 2009 CP30              | 1 de febrer de 2009    | Kitt Peak            | Spacewatch             |
| 251551                 | 2009 CJ31              | 1 de febrer de 2009    | Kitt Peak            | Spacewatch             |
| 251552                 | 2009 CO44              | 14 de febrer de 2009   | Kitt Peak            | Spacewatch             |
| 251553                 | 2009 CC50              | 14 de febrer de 2009   | La Sagra             | La Sagra               |
| 251554                 | 2009 CX58              | 4 de febrer de 2009    | Mount Lemmon         | Mt. Lemmon Survey      |
| 251555                 | 2009 CF64              | 2 de febrer de 2009    | Kitt Peak            | Spacewatch             |
| 251556                 | 2009 DY14              | 20 de febrer de 2009   | Calvin-Rehoboth      | Calvin College         |
| 251557                 | 2009 DJ15              | 16 de febrer de 2009   | La Sagra             | La Sagra               |
| 251558                 | 2009 DD18              | 19 de febrer de 2009   | Kitt Peak            | Spacewatch             |
| 251559                 | 2009 DV45              | 23 de febrer de 2009   | Socorro              | LINEAR                 |
| 251560                 | 2009 DY60              | 22 de febrer de 2009   | Kitt Peak            | Spacewatch             |
| 251561                 | 2009 DV63              | 22 de febrer de 2009   | Kitt Peak            | Spacewatch             |
| 251562                 | 2009 DQ71              | 19 de febrer de 2009   | La Sagra             | La Sagra               |
| 251563                 | 2009 DN91              | 27 de febrer de 2009   | Kitt Peak            | Spacewatch             |
| 251564                 | 2009 DP120             | 27 de febrer de 2009   | Kitt Peak            | Spacewatch             |
| 251565                 | 2009 DQ130             | 27 de febrer de 2009   | Kitt Peak            | Spacewatch             |
| 251566                 | 2009 DL141             | 20 de febrer de 2009   | Kitt Peak            | Spacewatch             |
| 251567                 | 2009 DQ141             | 26 de febrer de 2009   | Kitt Peak            | Spacewatch             |
| 251568                 | 2009 EL15              | 15 de març de 2009     | Kitt Peak            | Spacewatch             |
| 251569                 | 2009 EB18              | 15 de març de 2009     | Kitt Peak            | Spacewatch             |
| 251570                 | 2009 ES22              | 3 de març de 2009      | Kitt Peak            | Spacewatch             |
| 251571                 | 2009 ES26              | 2 de març de 2009      | Mount Lemmon         | Mt. Lemmon Survey      |
| 251572                 | 2009 FN1               | 16 de març de 2009     | La Sagra             | La Sagra               |
| 251573                 | 2009 FA8               | 16 de març de 2009     | Kitt Peak            | Spacewatch             |
| 251574                 | 2009 FN18              | 19 de març de 2009     | La Sagra             | La Sagra               |
| 251575                 | 2009 FE25              | 23 de març de 2009     | La Sagra             | La Sagra               |
| 251576                 | 2009 FB27              | 19 de març de 2009     | Mount Lemmon         | Mt. Lemmon Survey      |
| 251577                 | 2009 FQ44              | 21 de març de 2009     | La Sagra             | La Sagra               |
| 251578                 | 2009 FX45              | 27 de març de 2009     | Kitt Peak            | Spacewatch             |
| 251579                 | 2009 FZ47              | 19 de març de 2009     | Catalina             | CSS                    |
| 251580                 | 2009 FC50              | 27 de març de 2009     | Catalina             | CSS                    |
| 251581                 | 2009 FJ61              | 16 de març de 2009     | Catalina             | CSS                    |
| 251582                 | 2009 FL68              | 19 de març de 2009     | Catalina             | CSS                    |
| 251583                 | 2009 FZ68              | 16 de març de 2009     | Kitt Peak            | Spacewatch             |
| 251584                 | 2009 FP70              | 21 de març de 2009     | Kitt Peak            | Spacewatch             |
| 251585                 | 2009 FM71              | 31 de març de 2009     | Mount Lemmon         | Mt. Lemmon Survey      |
| 251586                 | 2009 FC75              | 16 de març de 2009     | Catalina             | CSS                    |
| 251587                 | 2009 FU75              | 21 de març de 2009     | Mount Lemmon         | Mt. Lemmon Survey      |
| 251588                 | 2009 FE76              | 24 de març de 2009     | Kitt Peak            | Spacewatch             |
| 251589                 | 2009 HW1               | 17 d'abril de 2009     | Catalina             | CSS                    |
| 251590                 | 2009 HT6               | 17 d'abril de 2009     | Kitt Peak            | Spacewatch             |
| 251591                 | 2009 HQ10              | 18 d'abril de 2009     | Mount Lemmon         | Mt. Lemmon Survey      |
| 251592                 | 2009 HK12              | 18 d'abril de 2009     | Piszkesteto          | K. Sarneczky           |
| 251593                 | 2009 HC25              | 17 d'abril de 2009     | Kitt Peak            | Spacewatch             |
| 251594                 | 2009 HY26              | 18 d'abril de 2009     | Kitt Peak            | Spacewatch             |
| (251595) Rudolfböttger | 2009 HA36              | 20 d'abril de 2009     | Taunus               | S. Karge, R. Kling     |
| 251596                 | 2009 HV38              | 18 d'abril de 2009     | Kitt Peak            | Spacewatch             |
| 251597                 | 2009 HP39              | 18 d'abril de 2009     | Mount Lemmon         | Mt. Lemmon Survey      |
| 251598                 | 2009 HA40              | 20 d'abril de 2009     | Kitt Peak            | Spacewatch             |
| 251599                 | 2009 HE64              | 22 d'abril de 2009     | Mount Lemmon         | Mt. Lemmon Survey      |
| 251600                 | 2009 HQ69              | 22 d'abril de 2009     | Mount Lemmon         | Mt. Lemmon Survey      |

## 251601-251700
| Nom                | Designació provisional | Data de descobriment   | Lloc de descobriment | Descobridor/s                                          |
| ------------------ | ---------------------- | ---------------------- | -------------------- | ------------------------------------------------------ |
| 251601             | 2009 HR75              | 28 d'abril de 2009     | Kitt Peak            | Spacewatch                                             |
| 251602             | 2009 HS82              | 24 d'abril de 2009     | Mount Lemmon         | Mt. Lemmon Survey                                      |
| 251603             | 2009 HO83              | 27 d'abril de 2009     | Kitt Peak            | Spacewatch                                             |
| 251604             | 2009 HN89              | 29 d'abril de 2009     | La Sagra             | La Sagra                                               |
| 251605             | 2009 HB90              | 18 d'abril de 2009     | Mount Lemmon         | Mt. Lemmon Survey                                      |
| 251606             | 2009 HA91              | 21 d'abril de 2009     | La Sagra             | La Sagra                                               |
| 251607             | 2009 HP94              | 28 d'abril de 2009     | Cerro Burek          | Cerro Burek                                            |
| 251608             | 2009 HH98              | 20 d'abril de 2009     | Kitt Peak            | Spacewatch                                             |
| 251609             | 2009 HJ99              | 20 d'abril de 2009     | Kitt Peak            | Spacewatch                                             |
| 251610             | 2009 HL101             | 23 d'abril de 2009     | Kitt Peak            | Spacewatch                                             |
| 251611             | 2009 HQ101             | 20 d'abril de 2009     | Mount Lemmon         | Mt. Lemmon Survey                                      |
| 251612             | 2009 HZ101             | 19 d'abril de 2009     | Kitt Peak            | Spacewatch                                             |
| 251613             | 2009 HH105             | 21 d'abril de 2009     | Kitt Peak            | Spacewatch                                             |
| 251614             | 2009 JE7               | 13 de maig de 2009     | Kitt Peak            | Spacewatch                                             |
| 251615             | 2009 JA8               | 13 de maig de 2009     | Kitt Peak            | Spacewatch                                             |
| 251616             | 2009 JY16              | 13 de maig de 2009     | Kitt Peak            | Spacewatch                                             |
| 251617             | 2009 JG18              | 5 de maig de 2009      | Kitt Peak            | Spacewatch                                             |
| 251618             | 2009 KE15              | 26 de maig de 2009     | Catalina             | CSS                                                    |
| 251619             | 2009 LS2               | 13 de juny de 2009     | Skylive              | F. Tozzi                                               |
| 251620             | 2009 MH                | 16 de juny de 2009     | Kitt Peak            | Spacewatch                                             |
| (251621) Lüthen    | 2009 RR2               | 10 de setembre de 2009 | ESA OGS              | ESA OGS                                                |
| 251622             | 2009 UK133             | 21 d'octubre de 2009   | Mount Lemmon         | Mt. Lemmon Survey                                      |
| 251623             | 2009 VE41              | 9 de novembre de 2009  | Catalina             | CSS                                                    |
| 251624             | 2009 XP22              | 15 de desembre de 2009 | Mount Lemmon         | Mt. Lemmon Survey                                      |
| (251625) Timconrow | 2010 DD21              | 17 de febrer de 2010   | WISE                 | WISE                                                   |
| 251626             | 2010 FM53              | 22 de març de 2010     | ESA OGS              | ESA OGS                                                |
| 251627             | 2010 JV16              | 2 de maig de 2010      | WISE                 | WISE                                                   |
| 251628             | 2010 JK105             | 12 de maig de 2010     | WISE                 | WISE                                                   |
| 251629             | 2010 JR125             | 12 de maig de 2010     | WISE                 | WISE                                                   |
| 251630             | 2010 JK130             | 13 de maig de 2010     | WISE                 | WISE                                                   |
| 251631             | 2010 KV18              | 17 de maig de 2010     | WISE                 | WISE                                                   |
| 251632             | 2010 KZ29              | 18 de maig de 2010     | WISE                 | WISE                                                   |
| 251633             | 2010 KP45              | 21 de maig de 2010     | WISE                 | WISE                                                   |
| 251634             | 2010 KR49              | 22 de maig de 2010     | WISE                 | WISE                                                   |
| 251635             | 2010 KX63              | 23 de maig de 2010     | WISE                 | WISE                                                   |
| 251636             | 2010 KH65              | 24 de maig de 2010     | WISE                 | WISE                                                   |
| 251637             | 2010 KN68              | 24 de maig de 2010     | WISE                 | WISE                                                   |
| 251638             | 2010 KD83              | 26 de maig de 2010     | WISE                 | WISE                                                   |
| 251639             | 2010 KX87              | 26 de maig de 2010     | WISE                 | WISE                                                   |
| 251640             | 2010 KH116             | 30 de maig de 2010     | WISE                 | WISE                                                   |
| 251641             | 2010 LX79              | 10 de juny de 2010     | WISE                 | WISE                                                   |
| 251642             | 2010 LC97              | 13 de juny de 2010     | WISE                 | WISE                                                   |
| 251643             | 2010 LA135             | 10 de juny de 2010     | Mount Lemmon         | Mt. Lemmon Survey                                      |
| 251644             | 2010 MF4               | 19 de juny de 2010     | Mount Lemmon         | Mt. Lemmon Survey                                      |
| 251645             | 2010 NZ4               | 6 de juliol de 2010    | Kitt Peak            | Spacewatch                                             |
| 251646             | 2010 OZ126             | 20 de juliol de 2010   | La Sagra             | La Sagra                                               |
| 251647             | 2834 P-L               | 24 de setembre de 1960 | Palomar              | C. J. van Houten, I. van Houten-Groeneveld, T. Gehrels |
| 251648             | 4277 P-L               | 24 de setembre de 1960 | Palomar              | C. J. van Houten, I. van Houten-Groeneveld, T. Gehrels |
| 251649             | 1208 T-2               | 29 de setembre de 1973 | Palomar              | C. J. van Houten, I. van Houten-Groeneveld, T. Gehrels |
| 251650             | 2197 T-3               | 16 d'octubre de 1977   | Palomar              | C. J. van Houten, I. van Houten-Groeneveld, T. Gehrels |
| 251651             | 2336 T-3               | 16 d'octubre de 1977   | Palomar              | C. J. van Houten, I. van Houten-Groeneveld, T. Gehrels |
| 251652             | 1981 EX45              | 1 de març de 1981      | Siding Spring        | S. J. Bus                                              |
| 251653             | 1991 TH15              | 6 d'octubre de 1991    | Palomar              | A. Lowe                                                |
| 251654             | 1993 RB15              | 15 de setembre de 1993 | Calar Alto           | K. Birkle, H. Boehnhardt                               |
| 251655             | 1993 TH11              | 15 d'octubre de 1993   | Kitt Peak            | Spacewatch                                             |
| 251656             | 1993 UW7               | 20 d'octubre de 1993   | La Silla             | E. W. Elst                                             |
| 251657             | 1994 AH8               | 8 de gener de 1994     | Kitt Peak            | Spacewatch                                             |
| 251658             | 1994 GZ1               | 3 d'abril de 1994      | Kitt Peak            | Spacewatch                                             |
| 251659             | 1994 JU6               | 4 de maig de 1994      | Kitt Peak            | Spacewatch                                             |
| 251660             | 1994 RZ8               | 12 de setembre de 1994 | Kitt Peak            | Spacewatch                                             |
| 251661             | 1994 SY2               | 28 de setembre de 1994 | Kitt Peak            | Spacewatch                                             |
| 251662             | 1994 SK5               | 28 de setembre de 1994 | Kitt Peak            | Spacewatch                                             |
| 251663             | 1994 SP11              | 29 de setembre de 1994 | Kitt Peak            | Spacewatch                                             |
| 251664             | 1994 UG9               | 28 d'octubre de 1994   | Kitt Peak            | Spacewatch                                             |
| 251665             | 1994 YZ3               | 31 de desembre de 1994 | Kitt Peak            | Spacewatch                                             |
| 251666             | 1995 BW10              | 29 de gener de 1995    | Kitt Peak            | Spacewatch                                             |
| 251667             | 1995 FL1               | 23 de març de 1995     | Kitt Peak            | Spacewatch                                             |
| 251668             | 1995 FO4               | 23 de març de 1995     | Kitt Peak            | Spacewatch                                             |
| 251669             | 1995 FU7               | 25 de març de 1995     | Kitt Peak            | Spacewatch                                             |
| 251670             | 1995 QQ14              | 27 d'agost de 1995     | Kitt Peak            | Spacewatch                                             |
| 251671             | 1995 SJ11              | 17 de setembre de 1995 | Kitt Peak            | Spacewatch                                             |
| 251672             | 1995 SG13              | 18 de setembre de 1995 | Kitt Peak            | Spacewatch                                             |
| 251673             | 1995 SY18              | 18 de setembre de 1995 | Kitt Peak            | Spacewatch                                             |
| 251674             | 1995 SP22              | 19 de setembre de 1995 | Kitt Peak            | Spacewatch                                             |
| 251675             | 1995 SL23              | 19 de setembre de 1995 | Kitt Peak            | Spacewatch                                             |
| 251676             | 1995 SA32              | 21 de setembre de 1995 | Kitt Peak            | Spacewatch                                             |
| 251677             | 1995 SU38              | 24 de setembre de 1995 | Kitt Peak            | Spacewatch                                             |
| 251678             | 1995 SV60              | 25 de setembre de 1995 | Kitt Peak            | Spacewatch                                             |
| 251679             | 1995 TD3               | 15 d'octubre de 1995   | Kitt Peak            | Spacewatch                                             |
| 251680             | 1995 TS4               | 15 d'octubre de 1995   | Kitt Peak            | Spacewatch                                             |
| 251681             | 1995 UW17              | 18 d'octubre de 1995   | Kitt Peak            | Spacewatch                                             |
| 251682             | 1995 US30              | 20 d'octubre de 1995   | Kitt Peak            | Spacewatch                                             |
| 251683             | 1995 UY34              | 21 d'octubre de 1995   | Kitt Peak            | Spacewatch                                             |
| 251684             | 1995 UL39              | 22 d'octubre de 1995   | Kitt Peak            | Spacewatch                                             |
| 251685             | 1995 UC40              | 23 d'octubre de 1995   | Kitt Peak            | Spacewatch                                             |
| 251686             | 1995 UF42              | 24 d'octubre de 1995   | Kitt Peak            | Spacewatch                                             |
| 251687             | 1995 UR50              | 17 d'octubre de 1995   | Kitt Peak            | Spacewatch                                             |
| 251688             | 1995 UX59              | 19 d'octubre de 1995   | Kitt Peak            | Spacewatch                                             |
| 251689             | 1995 VV7               | 14 de novembre de 1995 | Kitt Peak            | Spacewatch                                             |
| 251690             | 1995 VJ8               | 14 de novembre de 1995 | Kitt Peak            | Spacewatch                                             |
| 251691             | 1995 VW17              | 15 de novembre de 1995 | Kitt Peak            | Spacewatch                                             |
| 251692             | 1995 WX12              | 16 de novembre de 1995 | Kitt Peak            | Spacewatch                                             |
| 251693             | 1995 WB15              | 17 de novembre de 1995 | Kitt Peak            | Spacewatch                                             |
| 251694             | 1995 WP27              | 19 de novembre de 1995 | Kitt Peak            | Spacewatch                                             |
| 251695             | 1995 WC33              | 20 de novembre de 1995 | Kitt Peak            | Spacewatch                                             |
| 251696             | 1995 YU6               | 16 de desembre de 1995 | Kitt Peak            | Spacewatch                                             |
| 251697             | 1996 AN18              | 13 de gener de 1996    | Kitt Peak            | Spacewatch                                             |
| 251698             | 1996 DJ                | 18 de febrer de 1996   | Siding Spring        | M. Hartley                                             |
| 251699             | 1996 FA5               | 21 de març de 1996     | Socorro              | Socorro                                                |
| 251700             | 1996 RK21              | 6 de setembre de 1996  | Kitt Peak            | Spacewatch                                             |

## 251701-251800
| Nom    | Designació provisional | Data de descobriment   | Lloc de descobriment | Descobridor/s                        |
| ------ | ---------------------- | ---------------------- | -------------------- | ------------------------------------ |
| 251701 | 1996 TD16              | 4 d'octubre de 1996    | Kitt Peak            | Spacewatch                           |
| 251702 | 1996 TS16              | 4 d'octubre de 1996    | Kitt Peak            | Spacewatch                           |
| 251703 | 1996 TL18              | 4 d'octubre de 1996    | Kitt Peak            | Spacewatch                           |
| 251704 | 1996 TJ26              | 7 d'octubre de 1996    | Kitt Peak            | Spacewatch                           |
| 251705 | 1996 UJ                | 17 d'octubre de 1996   | Prescott             | P. G. Comba                          |
| 251706 | 1996 XZ11              | 4 de desembre de 1996  | Kitt Peak            | Spacewatch                           |
| 251707 | 1996 XV29              | 14 de desembre de 1996 | Kitt Peak            | Spacewatch                           |
| 251708 | 1996 XO32              | 15 de desembre de 1996 | Saji                 | Saji                                 |
| 251709 | 1997 AA5               | 2 de gener de 1997     | Chichibu             | N. Sato                              |
| 251710 | 1997 CN2               | 2 de febrer de 1997    | Kitt Peak            | Spacewatch                           |
| 251711 | 1997 CF11              | 3 de febrer de 1997    | Kitt Peak            | Spacewatch                           |
| 251712 | 1997 CO16              | 9 de febrer de 1997    | Kitt Peak            | Spacewatch                           |
| 251713 | 1997 ES16              | 5 de març de 1997      | Kitt Peak            | Spacewatch                           |
| 251714 | 1997 GK5               | 8 d'abril de 1997      | Kitt Peak            | Spacewatch                           |
| 251715 | 1997 GA10              | 3 d'abril de 1997      | Socorro              | LINEAR                               |
| 251716 | 1997 GR10              | 3 d'abril de 1997      | Socorro              | LINEAR                               |
| 251717 | 1997 HS10              | 30 d'abril de 1997     | Socorro              | LINEAR                               |
| 251718 | 1997 SV18              | 28 de setembre de 1997 | Kitt Peak            | Spacewatch                           |
| 251719 | 1997 ST20              | 28 de setembre de 1997 | Kitt Peak            | Spacewatch                           |
| 251720 | 1997 SE32              | 25 de setembre de 1997 | Bergisch Gladbac     | W. Bickel                            |
| 251721 | 1997 UO                | 19 d'octubre de 1997   | Klet                 | Klet                                 |
| 251722 | 1997 US2               | 23 d'octubre de 1997   | Kitt Peak            | Spacewatch                           |
| 251723 | 1997 WZ3               | 20 de novembre de 1997 | Kitt Peak            | Spacewatch                           |
| 251724 | 1997 WR25              | 20 de novembre de 1997 | Kitt Peak            | Spacewatch                           |
| 251725 | 1998 BV19              | 22 de gener de 1998    | Kitt Peak            | Spacewatch                           |
| 251726 | 1998 DD1               | 18 de febrer de 1998   | Klet                 | Klet                                 |
| 251727 | 1998 FJ38              | 20 de març de 1998     | Socorro              | LINEAR                               |
| 251728 | 1998 FA47              | 20 de març de 1998     | Socorro              | LINEAR                               |
| 251729 | 1998 FN67              | 20 de març de 1998     | Socorro              | LINEAR                               |
| 251730 | 1998 HG12              | 19 d'abril de 1998     | Kitt Peak            | Spacewatch                           |
| 251731 | 1998 HY24              | 17 d'abril de 1998     | Kitt Peak            | Spacewatch                           |
| 251732 | 1998 HG49              | 27 d'abril de 1998     | Kitt Peak            | Spacewatch                           |
| 251733 | 1998 HO86              | 21 d'abril de 1998     | Socorro              | LINEAR                               |
| 251734 | 1998 KB12              | 27 de maig de 1998     | Kitt Peak            | Spacewatch                           |
| 251735 | 1998 MO4               | 17 de juny de 1998     | Kitt Peak            | Spacewatch                           |
| 251736 | 1998 MR16              | 27 de juny de 1998     | Kitt Peak            | Spacewatch                           |
| 251737 | 1998 QK62              | 26 d'agost de 1998     | Xinglong             | Beijing Schmidt CCD Asteroid Program |
| 251738 | 1998 QU87              | 24 d'agost de 1998     | Socorro              | LINEAR                               |
| 251739 | 1998 SH29              | 18 de setembre de 1998 | Kitt Peak            | Spacewatch                           |
| 251740 | 1998 TG33              | 14 d'octubre de 1998   | Anderson Mesa        | LONEOS                               |
| 251741 | 1998 UQ11              | 17 d'octubre de 1998   | Kitt Peak            | Spacewatch                           |
| 251742 | 1998 VD57              | 14 de novembre de 1998 | Kitt Peak            | Spacewatch                           |
| 251743 | 1998 WO24              | 18 de novembre de 1998 | Kitt Peak            | M. W. Buie                           |
| 251744 | 1998 WS24              | 19 de novembre de 1998 | Kitt Peak            | M. W. Buie                           |
| 251745 | 1998 WK36              | 19 de novembre de 1998 | Kitt Peak            | Spacewatch                           |
| 251746 | 1998 WL43              | 22 de novembre de 1998 | Kitt Peak            | Spacewatch                           |
| 251747 | 1998 XJ2               | 8 de desembre de 1998  | Kitt Peak            | Spacewatch                           |
| 251748 | 1998 XC11              | 15 de desembre de 1998 | Caussols             | ODAS                                 |
| 251749 | 1998 XR49              | 14 de desembre de 1998 | Socorro              | LINEAR                               |
| 251750 | 1998 YN21              | 26 de desembre de 1998 | Kitt Peak            | Spacewatch                           |
| 251751 | 1999 AX12              | 7 de gener de 1999     | Kitt Peak            | Spacewatch                           |
| 251752 | 1999 AP13              | 7 de gener de 1999     | Kitt Peak            | Spacewatch                           |
| 251753 | 1999 AX14              | 8 de gener de 1999     | Kitt Peak            | Spacewatch                           |
| 251754 | 1999 AA17              | 11 de gener de 1999    | Kitt Peak            | Spacewatch                           |
| 251755 | 1999 CG34              | 10 de febrer de 1999   | Socorro              | LINEAR                               |
| 251756 | 1999 CU90              | 10 de febrer de 1999   | Socorro              | LINEAR                               |
| 251757 | 1999 CL107             | 12 de febrer de 1999   | Socorro              | LINEAR                               |
| 251758 | 1999 CL115             | 12 de febrer de 1999   | Socorro              | LINEAR                               |
| 251759 | 1999 CE145             | 8 de febrer de 1999    | Kitt Peak            | Spacewatch                           |
| 251760 | 1999 FO2               | 16 de març de 1999     | Kitt Peak            | Spacewatch                           |
| 251761 | 1999 FN6               | 17 de març de 1999     | Caussols             | ODAS                                 |
| 251762 | 1999 FS12              | 18 de març de 1999     | Kitt Peak            | Spacewatch                           |
| 251763 | 1999 FX16              | 23 de març de 1999     | Kitt Peak            | Spacewatch                           |
| 251764 | 1999 GV61              | 9 d'abril de 1999      | Anderson Mesa        | LONEOS                               |
| 251765 | 1999 JS4               | 10 de maig de 1999     | Socorro              | LINEAR                               |
| 251766 | 1999 JC5               | 10 de maig de 1999     | Socorro              | LINEAR                               |
| 251767 | 1999 JK75              | 13 de maig de 1999     | Socorro              | LINEAR                               |
| 251768 | 1999 JF98              | 12 de maig de 1999     | Socorro              | LINEAR                               |
| 251769 | 1999 NP1               | 12 de juliol de 1999   | Socorro              | LINEAR                               |
| 251770 | 1999 NM7               | 13 de juliol de 1999   | Socorro              | LINEAR                               |
| 251771 | 1999 RP2               | 6 de setembre de 1999  | Catalina             | CSS                                  |
| 251772 | 1999 RL5               | 3 de setembre de 1999  | Kitt Peak            | Spacewatch                           |
| 251773 | 1999 RF7               | 3 de setembre de 1999  | Kitt Peak            | Spacewatch                           |
| 251774 | 1999 RG10              | 7 de setembre de 1999  | Socorro              | LINEAR                               |
| 251775 | 1999 RQ12              | 7 de setembre de 1999  | Socorro              | LINEAR                               |
| 251776 | 1999 RZ21              | 7 de setembre de 1999  | Socorro              | LINEAR                               |
| 251777 | 1999 RC67              | 7 de setembre de 1999  | Socorro              | LINEAR                               |
| 251778 | 1999 RM69              | 7 de setembre de 1999  | Socorro              | LINEAR                               |
| 251779 | 1999 RL70              | 7 de setembre de 1999  | Socorro              | LINEAR                               |
| 251780 | 1999 RV82              | 7 de setembre de 1999  | Socorro              | LINEAR                               |
| 251781 | 1999 RL106             | 8 de setembre de 1999  | Socorro              | LINEAR                               |
| 251782 | 1999 RQ147             | 9 de setembre de 1999  | Socorro              | LINEAR                               |
| 251783 | 1999 RD148             | 9 de setembre de 1999  | Socorro              | LINEAR                               |
| 251784 | 1999 RN185             | 9 de setembre de 1999  | Socorro              | LINEAR                               |
| 251785 | 1999 RP186             | 9 de setembre de 1999  | Socorro              | LINEAR                               |
| 251786 | 1999 RB207             | 8 de setembre de 1999  | Socorro              | LINEAR                               |
| 251787 | 1999 RP208             | 8 de setembre de 1999  | Socorro              | LINEAR                               |
| 251788 | 1999 RM212             | 8 de setembre de 1999  | Socorro              | LINEAR                               |
| 251789 | 1999 RZ222             | 7 de setembre de 1999  | Catalina             | CSS                                  |
| 251790 | 1999 RM228             | 8 de setembre de 1999  | Catalina             | CSS                                  |
| 251791 | 1999 SA12              | 30 de setembre de 1999 | Catalina             | CSS                                  |
| 251792 | 1999 SY20              | 30 de setembre de 1999 | Kitt Peak            | Spacewatch                           |
| 251793 | 1999 SD23              | 30 de setembre de 1999 | Kitt Peak            | Spacewatch                           |
| 251794 | 1999 SL23              | 30 de setembre de 1999 | Kitt Peak            | Spacewatch                           |
| 251795 | 1999 TU2               | 2 d'octubre de 1999    | Kitt Peak            | Spacewatch                           |
| 251796 | 1999 TO9               | 8 d'octubre de 1999    | Visnjan              | K. Korlevic, M. Juric                |
| 251797 | 1999 TS21              | 2 d'octubre de 1999    | Kitt Peak            | Spacewatch                           |
| 251798 | 1999 TG35              | 4 d'octubre de 1999    | Socorro              | LINEAR                               |
| 251799 | 1999 TK36              | 12 d'octubre de 1999   | Anderson Mesa        | LONEOS                               |
| 251800 | 1999 TY37              | 1 d'octubre de 1999    | Catalina             | CSS                                  |

## 251801-251900
| Nom    | Designació provisional | Data de descobriment  | Lloc de descobriment | Descobridor/s            |
| ------ | ---------------------- | --------------------- | -------------------- | ------------------------ |
| 251801 | 1999 TL48              | 4 d'octubre de 1999   | Kitt Peak            | Spacewatch               |
| 251802 | 1999 TQ51              | 4 d'octubre de 1999   | Kitt Peak            | Spacewatch               |
| 251803 | 1999 TV51              | 4 d'octubre de 1999   | Kitt Peak            | Spacewatch               |
| 251804 | 1999 TY53              | 6 d'octubre de 1999   | Kitt Peak            | Spacewatch               |
| 251805 | 1999 TT54              | 6 d'octubre de 1999   | Kitt Peak            | Spacewatch               |
| 251806 | 1999 TO59              | 7 d'octubre de 1999   | Kitt Peak            | Spacewatch               |
| 251807 | 1999 TK60              | 7 d'octubre de 1999   | Kitt Peak            | Spacewatch               |
| 251808 | 1999 TD61              | 7 d'octubre de 1999   | Kitt Peak            | Spacewatch               |
| 251809 | 1999 TS62              | 7 d'octubre de 1999   | Kitt Peak            | Spacewatch               |
| 251810 | 1999 TR66              | 8 d'octubre de 1999   | Kitt Peak            | Spacewatch               |
| 251811 | 1999 TP73              | 10 d'octubre de 1999  | Kitt Peak            | Spacewatch               |
| 251812 | 1999 TF76              | 10 d'octubre de 1999  | Kitt Peak            | Spacewatch               |
| 251813 | 1999 TY76              | 10 d'octubre de 1999  | Kitt Peak            | Spacewatch               |
| 251814 | 1999 TC77              | 10 d'octubre de 1999  | Kitt Peak            | Spacewatch               |
| 251815 | 1999 TP79              | 11 d'octubre de 1999  | Kitt Peak            | Spacewatch               |
| 251816 | 1999 TO81              | 12 d'octubre de 1999  | Kitt Peak            | Spacewatch               |
| 251817 | 1999 TG94              | 2 d'octubre de 1999   | Socorro              | LINEAR                   |
| 251818 | 1999 TY109             | 4 d'octubre de 1999   | Socorro              | LINEAR                   |
| 251819 | 1999 TP135             | 6 d'octubre de 1999   | Socorro              | LINEAR                   |
| 251820 | 1999 TD145             | 7 d'octubre de 1999   | Socorro              | LINEAR                   |
| 251821 | 1999 TY161             | 9 d'octubre de 1999   | Socorro              | LINEAR                   |
| 251822 | 1999 TQ164             | 10 d'octubre de 1999  | Socorro              | LINEAR                   |
| 251823 | 1999 TS164             | 10 d'octubre de 1999  | Socorro              | LINEAR                   |
| 251824 | 1999 TJ177             | 10 d'octubre de 1999  | Socorro              | LINEAR                   |
| 251825 | 1999 TH179             | 10 d'octubre de 1999  | Socorro              | LINEAR                   |
| 251826 | 1999 TK179             | 10 d'octubre de 1999  | Socorro              | LINEAR                   |
| 251827 | 1999 TS192             | 12 d'octubre de 1999  | Socorro              | LINEAR                   |
| 251828 | 1999 TE195             | 12 d'octubre de 1999  | Socorro              | LINEAR                   |
| 251829 | 1999 TJ196             | 12 d'octubre de 1999  | Socorro              | LINEAR                   |
| 251830 | 1999 TY198             | 12 d'octubre de 1999  | Socorro              | LINEAR                   |
| 251831 | 1999 TS202             | 13 d'octubre de 1999  | Socorro              | LINEAR                   |
| 251832 | 1999 TW209             | 14 d'octubre de 1999  | Socorro              | LINEAR                   |
| 251833 | 1999 TE212             | 15 d'octubre de 1999  | Socorro              | LINEAR                   |
| 251834 | 1999 TD213             | 15 d'octubre de 1999  | Socorro              | LINEAR                   |
| 251835 | 1999 TB214             | 15 d'octubre de 1999  | Socorro              | LINEAR                   |
| 251836 | 1999 TR214             | 15 d'octubre de 1999  | Socorro              | LINEAR                   |
| 251837 | 1999 TS217             | 15 d'octubre de 1999  | Socorro              | LINEAR                   |
| 251838 | 1999 TV246             | 6 d'octubre de 1999   | Socorro              | LINEAR                   |
| 251839 | 1999 TB250             | 9 d'octubre de 1999   | Catalina             | CSS                      |
| 251840 | 1999 TS255             | 9 d'octubre de 1999   | Kitt Peak            | Spacewatch               |
| 251841 | 1999 TL259             | 9 d'octubre de 1999   | Socorro              | LINEAR                   |
| 251842 | 1999 TE262             | 13 d'octubre de 1999  | Socorro              | LINEAR                   |
| 251843 | 1999 TY263             | 15 d'octubre de 1999  | Kitt Peak            | Spacewatch               |
| 251844 | 1999 TV267             | 3 d'octubre de 1999   | Socorro              | LINEAR                   |
| 251845 | 1999 TX271             | 3 d'octubre de 1999   | Socorro              | LINEAR                   |
| 251846 | 1999 TJ294             | 1 d'octubre de 1999   | Kitt Peak            | Spacewatch               |
| 251847 | 1999 TD298             | 1 d'octubre de 1999   | Catalina             | CSS                      |
| 251848 | 1999 TB306             | 6 d'octubre de 1999   | Socorro              | LINEAR                   |
| 251849 | 1999 TA312             | 8 d'octubre de 1999   | Kitt Peak            | Spacewatch               |
| 251850 | 1999 TN321             | 12 d'octubre de 1999  | Socorro              | LINEAR                   |
| 251851 | 1999 TG333             | 13 d'octubre de 1999  | Apache Point         | Sloan Digital Sky Survey |
| 251852 | 1999 UD10              | 31 d'octubre de 1999  | Socorro              | LINEAR                   |
| 251853 | 1999 UW14              | 29 d'octubre de 1999  | Catalina             | CSS                      |
| 251854 | 1999 UB21              | 31 d'octubre de 1999  | Kitt Peak            | Spacewatch               |
| 251855 | 1999 UX22              | 31 d'octubre de 1999  | Kitt Peak            | Spacewatch               |
| 251856 | 1999 UA30              | 31 d'octubre de 1999  | Kitt Peak            | Spacewatch               |
| 251857 | 1999 UT31              | 31 d'octubre de 1999  | Kitt Peak            | Spacewatch               |
| 251858 | 1999 UW31              | 31 d'octubre de 1999  | Kitt Peak            | Spacewatch               |
| 251859 | 1999 UG32              | 31 d'octubre de 1999  | Kitt Peak            | Spacewatch               |
| 251860 | 1999 UL34              | 31 d'octubre de 1999  | Kitt Peak            | Spacewatch               |
| 251861 | 1999 UW39              | 31 d'octubre de 1999  | Kitt Peak            | Spacewatch               |
| 251862 | 1999 UO40              | 16 d'octubre de 1999  | Socorro              | LINEAR                   |
| 251863 | 1999 UL53              | 19 d'octubre de 1999  | Kitt Peak            | Spacewatch               |
| 251864 | 1999 UX58              | 30 d'octubre de 1999  | Socorro              | LINEAR                   |
| 251865 | 1999 VY12              | 1 de novembre de 1999 | Socorro              | LINEAR                   |
| 251866 | 1999 VY13              | 2 de novembre de 1999 | Socorro              | LINEAR                   |
| 251867 | 1999 VV16              | 2 de novembre de 1999 | Kitt Peak            | Spacewatch               |
| 251868 | 1999 VL17              | 2 de novembre de 1999 | Kitt Peak            | Spacewatch               |
| 251869 | 1999 VO17              | 2 de novembre de 1999 | Kitt Peak            | Spacewatch               |
| 251870 | 1999 VB18              | 2 de novembre de 1999 | Kitt Peak            | Spacewatch               |
| 251871 | 1999 VE18              | 2 de novembre de 1999 | Kitt Peak            | Spacewatch               |
| 251872 | 1999 VP18              | 2 de novembre de 1999 | Kitt Peak            | Spacewatch               |
| 251873 | 1999 VM31              | 3 de novembre de 1999 | Socorro              | LINEAR                   |
| 251874 | 1999 VV42              | 4 de novembre de 1999 | Kitt Peak            | Spacewatch               |
| 251875 | 1999 VQ44              | 4 de novembre de 1999 | Catalina             | CSS                      |
| 251876 | 1999 VK46              | 3 de novembre de 1999 | Socorro              | LINEAR                   |
| 251877 | 1999 VE52              | 3 de novembre de 1999 | Socorro              | LINEAR                   |
| 251878 | 1999 VE54              | 4 de novembre de 1999 | Socorro              | LINEAR                   |
| 251879 | 1999 VW59              | 4 de novembre de 1999 | Socorro              | LINEAR                   |
| 251880 | 1999 VM70              | 4 de novembre de 1999 | Socorro              | LINEAR                   |
| 251881 | 1999 VN71              | 4 de novembre de 1999 | Socorro              | LINEAR                   |
| 251882 | 1999 VU73              | 1 de novembre de 1999 | Kitt Peak            | Spacewatch               |
| 251883 | 1999 VB76              | 5 de novembre de 1999 | Kitt Peak            | Spacewatch               |
| 251884 | 1999 VF77              | 5 de novembre de 1999 | Kitt Peak            | Spacewatch               |
| 251885 | 1999 VT79              | 4 de novembre de 1999 | Socorro              | LINEAR                   |
| 251886 | 1999 VV86              | 7 de novembre de 1999 | Socorro              | LINEAR                   |
| 251887 | 1999 VT89              | 5 de novembre de 1999 | Socorro              | LINEAR                   |
| 251888 | 1999 VK94              | 9 de novembre de 1999 | Socorro              | LINEAR                   |
| 251889 | 1999 VR94              | 9 de novembre de 1999 | Socorro              | LINEAR                   |
| 251890 | 1999 VE96              | 9 de novembre de 1999 | Socorro              | LINEAR                   |
| 251891 | 1999 VZ101             | 9 de novembre de 1999 | Socorro              | LINEAR                   |
| 251892 | 1999 VT103             | 9 de novembre de 1999 | Socorro              | LINEAR                   |
| 251893 | 1999 VG105             | 9 de novembre de 1999 | Socorro              | LINEAR                   |
| 251894 | 1999 VO107             | 9 de novembre de 1999 | Socorro              | LINEAR                   |
| 251895 | 1999 VL108             | 9 de novembre de 1999 | Socorro              | LINEAR                   |
| 251896 | 1999 VG111             | 9 de novembre de 1999 | Socorro              | LINEAR                   |
| 251897 | 1999 VG112             | 9 de novembre de 1999 | Socorro              | LINEAR                   |
| 251898 | 1999 VQ112             | 9 de novembre de 1999 | Socorro              | LINEAR                   |
| 251899 | 1999 VE120             | 4 de novembre de 1999 | Kitt Peak            | Spacewatch               |
| 251900 | 1999 VV120             | 4 de novembre de 1999 | Kitt Peak            | Spacewatch               |

## 251901-252000
| Nom    | Designació provisional | Data de descobriment   | Lloc de descobriment | Descobridor/s |
| ------ | ---------------------- | ---------------------- | -------------------- | ------------- |
| 251901 | 1999 VY120             | 4 de novembre de 1999  | Kitt Peak            | Spacewatch    |
| 251902 | 1999 VV121             | 4 de novembre de 1999  | Kitt Peak            | Spacewatch    |
| 251903 | 1999 VF122             | 4 de novembre de 1999  | Kitt Peak            | Spacewatch    |
| 251904 | 1999 VY122             | 5 de novembre de 1999  | Kitt Peak            | Spacewatch    |
| 251905 | 1999 VV133             | 10 de novembre de 1999 | Kitt Peak            | Spacewatch    |
| 251906 | 1999 VX134             | 10 de novembre de 1999 | Kitt Peak            | Spacewatch    |
| 251907 | 1999 VB137             | 12 de novembre de 1999 | Socorro              | LINEAR        |
| 251908 | 1999 VU141             | 10 de novembre de 1999 | Kitt Peak            | Spacewatch    |
| 251909 | 1999 VE143             | 14 de novembre de 1999 | Kitt Peak            | Spacewatch    |
| 251910 | 1999 VG147             | 12 de novembre de 1999 | Socorro              | LINEAR        |
| 251911 | 1999 VT147             | 14 de novembre de 1999 | Socorro              | LINEAR        |
| 251912 | 1999 VV147             | 14 de novembre de 1999 | Socorro              | LINEAR        |
| 251913 | 1999 VJ153             | 11 de novembre de 1999 | Kitt Peak            | Spacewatch    |
| 251914 | 1999 VQ154             | 12 de novembre de 1999 | Kitt Peak            | Spacewatch    |
| 251915 | 1999 VJ155             | 15 de novembre de 1999 | Kitt Peak            | Spacewatch    |
| 251916 | 1999 VO155             | 9 de novembre de 1999  | Socorro              | LINEAR        |
| 251917 | 1999 VR156             | 12 de novembre de 1999 | Socorro              | LINEAR        |
| 251918 | 1999 VV158             | 14 de novembre de 1999 | Socorro              | LINEAR        |
| 251919 | 1999 VQ163             | 14 de novembre de 1999 | Socorro              | LINEAR        |
| 251920 | 1999 VR165             | 14 de novembre de 1999 | Socorro              | LINEAR        |
| 251921 | 1999 VR179             | 6 de novembre de 1999  | Socorro              | LINEAR        |
| 251922 | 1999 VH193             | 1 de novembre de 1999  | Catalina             | CSS           |
| 251923 | 1999 VO195             | 3 de novembre de 1999  | Catalina             | CSS           |
| 251924 | 1999 VT195             | 3 de novembre de 1999  | Anderson Mesa        | LONEOS        |
| 251925 | 1999 VW204             | 10 de novembre de 1999 | Kitt Peak            | Spacewatch    |
| 251926 | 1999 VZ204             | 10 de novembre de 1999 | Kitt Peak            | Spacewatch    |
| 251927 | 1999 VE206             | 12 de novembre de 1999 | Socorro              | LINEAR        |
| 251928 | 1999 VO206             | 9 de novembre de 1999  | Catalina             | CSS           |
| 251929 | 1999 VE209             | 14 de novembre de 1999 | Socorro              | LINEAR        |
| 251930 | 1999 VA210             | 12 de novembre de 1999 | Socorro              | LINEAR        |
| 251931 | 1999 VQ210             | 13 de novembre de 1999 | Catalina             | CSS           |
| 251932 | 1999 VW210             | 13 de novembre de 1999 | Catalina             | CSS           |
| 251933 | 1999 VS216             | 1 de novembre de 1999  | Kitt Peak            | Spacewatch    |
| 251934 | 1999 VN217             | 5 de novembre de 1999  | Socorro              | LINEAR        |
| 251935 | 1999 VR219             | 5 de novembre de 1999  | Kitt Peak            | Spacewatch    |
| 251936 | 1999 VM225             | 5 de novembre de 1999  | Socorro              | LINEAR        |
| 251937 | 1999 WN8               | 29 de novembre de 1999 | Monte Agliale        | S. Donati     |
| 251938 | 1999 WD11              | 30 de novembre de 1999 | Kitt Peak            | Spacewatch    |
| 251939 | 1999 WG14              | 28 de novembre de 1999 | Kitt Peak            | Spacewatch    |
| 251940 | 1999 WT15              | 29 de novembre de 1999 | Kitt Peak            | Spacewatch    |
| 251941 | 1999 WT18              | 30 de novembre de 1999 | Kitt Peak            | Spacewatch    |
| 251942 | 1999 WR25              | 29 de novembre de 1999 | Kitt Peak            | Spacewatch    |
| 251943 | 1999 XY8               | 5 de desembre de 1999  | Socorro              | LINEAR        |
| 251944 | 1999 XR23              | 6 de desembre de 1999  | Socorro              | LINEAR        |
| 251945 | 1999 XX44              | 7 de desembre de 1999  | Socorro              | LINEAR        |
| 251946 | 1999 XV56              | 7 de desembre de 1999  | Socorro              | LINEAR        |
| 251947 | 1999 XG62              | 7 de desembre de 1999  | Socorro              | LINEAR        |
| 251948 | 1999 XA65              | 7 de desembre de 1999  | Socorro              | LINEAR        |
| 251949 | 1999 XL66              | 7 de desembre de 1999  | Socorro              | LINEAR        |
| 251950 | 1999 XL79              | 7 de desembre de 1999  | Socorro              | LINEAR        |
| 251951 | 1999 XE80              | 7 de desembre de 1999  | Socorro              | LINEAR        |
| 251952 | 1999 XM91              | 7 de desembre de 1999  | Socorro              | LINEAR        |
| 251953 | 1999 XX94              | 7 de desembre de 1999  | Socorro              | LINEAR        |
| 251954 | 1999 XV106             | 4 de desembre de 1999  | Catalina             | CSS           |
| 251955 | 1999 XR129             | 12 de desembre de 1999 | Socorro              | LINEAR        |
| 251956 | 1999 XC145             | 7 de desembre de 1999  | Kitt Peak            | Spacewatch    |
| 251957 | 1999 XN228             | 14 de desembre de 1999 | Kitt Peak            | Spacewatch    |
| 251958 | 1999 XL241             | 8 de desembre de 1999  | Socorro              | LINEAR        |
| 251959 | 1999 XL243             | 3 de desembre de 1999  | Kitt Peak            | Spacewatch    |
| 251960 | 1999 XO247             | 6 de desembre de 1999  | Kitt Peak            | Spacewatch    |
| 251961 | 1999 XV254             | 12 de desembre de 1999 | Kitt Peak            | Spacewatch    |
| 251962 | 1999 XT258             | 5 de desembre de 1999  | Kitt Peak            | Spacewatch    |
| 251963 | 1999 XH261             | 5 de desembre de 1999  | Anderson Mesa        | LONEOS        |
| 251964 | 1999 YL6               | 30 de desembre de 1999 | Socorro              | LINEAR        |
| 251965 | 1999 YD7               | 30 de desembre de 1999 | Socorro              | LINEAR        |
| 251966 | 2000 AJ1               | 2 de gener de 2000     | Socorro              | LINEAR        |
| 251967 | 2000 AY44              | 5 de gener de 2000     | Kitt Peak            | Spacewatch    |
| 251968 | 2000 AK73              | 5 de gener de 2000     | Socorro              | LINEAR        |
| 251969 | 2000 AV89              | 5 de gener de 2000     | Socorro              | LINEAR        |
| 251970 | 2000 AQ92              | 2 de gener de 2000     | Socorro              | LINEAR        |
| 251971 | 2000 AN150             | 8 de gener de 2000     | Socorro              | LINEAR        |
| 251972 | 2000 AW157             | 3 de gener de 2000     | Socorro              | LINEAR        |
| 251973 | 2000 AQ170             | 7 de gener de 2000     | Socorro              | LINEAR        |
| 251974 | 2000 AR216             | 8 de gener de 2000     | Kitt Peak            | Spacewatch    |
| 251975 | 2000 AG218             | 8 de gener de 2000     | Kitt Peak            | Spacewatch    |
| 251976 | 2000 AB223             | 9 de gener de 2000     | Kitt Peak            | Spacewatch    |
| 251977 | 2000 AG226             | 12 de gener de 2000    | Kitt Peak            | Spacewatch    |
| 251978 | 2000 AR240             | 7 de gener de 2000     | Socorro              | LINEAR        |
| 251979 | 2000 AU244             | 8 de gener de 2000     | Socorro              | LINEAR        |
| 251980 | 2000 BE                | 16 de gener de 2000    | Visnjan              | K. Korlevic   |
| 251981 | 2000 CC57              | 5 de febrer de 2000    | Socorro              | LINEAR        |
| 251982 | 2000 CP64              | 3 de febrer de 2000    | Socorro              | LINEAR        |
| 251983 | 2000 CR100             | 10 de febrer de 2000   | Kitt Peak            | Spacewatch    |
| 251984 | 2000 CK131             | 3 de febrer de 2000    | Kitt Peak            | Spacewatch    |
| 251985 | 2000 DW10              | 26 de febrer de 2000   | Kitt Peak            | Spacewatch    |
| 251986 | 2000 DR11              | 27 de febrer de 2000   | Kitt Peak            | Spacewatch    |
| 251987 | 2000 DS11              | 27 de febrer de 2000   | Kitt Peak            | Spacewatch    |
| 251988 | 2000 DQ76              | 29 de febrer de 2000   | Socorro              | LINEAR        |
| 251989 | 2000 DY109             | 29 de febrer de 2000   | Socorro              | LINEAR        |
| 251990 | 2000 ER25              | 8 de març de 2000      | Kitt Peak            | Spacewatch    |
| 251991 | 2000 ET52              | 3 de març de 2000      | Kitt Peak            | Spacewatch    |
| 251992 | 2000 EO53              | 8 de març de 2000      | Kitt Peak            | Spacewatch    |
| 251993 | 2000 EX66              | 10 de març de 2000     | Socorro              | LINEAR        |
| 251994 | 2000 EO98              | 9 de març de 2000      | Kitt Peak            | Spacewatch    |
| 251995 | 2000 EQ98              | 9 de març de 2000      | Kitt Peak            | Spacewatch    |
| 251996 | 2000 EY114             | 10 de març de 2000     | Kitt Peak            | Spacewatch    |
| 251997 | 2000 EG115             | 10 de març de 2000     | Kitt Peak            | Spacewatch    |
| 251998 | 2000 EY125             | 11 de març de 2000     | Anderson Mesa        | LONEOS        |
| 251999 | 2000 EN126             | 11 de març de 2000     | Anderson Mesa        | LONEOS        |
| 252000 | 2000 EK136             | 12 de març de 2000     | Catalina             | CSS           |